# Egipto
Egipto (en árabe: مصر‎, Miṣrⓘ, pronunciado en dialecto egipcio: Maṣr; en copto, Ⲭⲏⲙⲓ, Khēmi), oficialmente la República Árabe de Egipto (en árabe: جمهوريّة مصر العربيّة Jumhūrīyat Miṣr al-ʻArabīyah; en copto, Ϯⲙⲉⲧⲣⲉⲙⲛ̀ⲃⲁⲕⲓ ⲛ̀Ⲭⲏⲙⲓ ⲛ̀Ⲁⲣⲁⲃⲟⲥ, Timetremǹbaki ǹKhēmi ǹArabos), es un país soberano transcontinental. Está ubicado mayoritariamente en el extremo nororiental de África, mientras que en Asia se encuentra la península del Sinaí. Limita con Sudán al sur, con Libia al oeste, y al noreste con Israel y la Franja de Gaza (Palestina). Al norte limita con el mar Mediterráneo y al este y sureste con el mar Rojo frente a Arabia Saudita.
La mayor parte de su superficie la integra el desierto del Sahara. El río Nilo cruza el desierto de sur a norte, formando un estrecho valle y un gran delta en su desembocadura en el Mediterráneo. Estas tierras fértiles se hallan densamente pobladas, concentrando la cuarta mayor población nacional de África. Casi la mitad de los egipcios viven en áreas urbanas, sobre todo en los centros densamente poblados de El Cairo, su capital, y Alejandría.
Fue cuna de la antigua civilización egipcia, que junto con la mesopotámica fue el origen de la actual cultura occidental, influyendo decisivamente en la historia de la humanidad. Los restos de esta civilización jalonan el país, como las pirámides y la gran esfinge, o la ciudad meridional de Lúxor, que contiene un gran número de restos antiguos, tales como el templo de Karnak y el Valle de los Reyes. Egipto es actualmente un centro político y cultural importante del Oriente Próximo y se le considera una potencia regional. Su actual forma de gobierno es la república semipresidencialista. En 2013 y 2014 estuvo bajo Gobierno interino, formado tras el golpe de Estado de 2013 que derrocó al primer presidente democrático del país, Mohamed Morsi.

## Etimología y toponimia

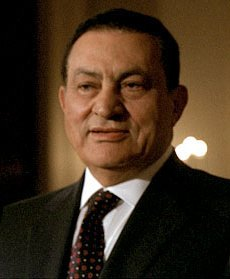
Mohammed Hosni Mubarak

El nombre antiguo del país, especialmente durante el Antiguo Reino, era «Kemet» (Km.t), o «tierra negra», y deriva de los fértiles limos negros depositados por las inundaciones del Nilo, distintos de la «tierra roja» (Deshret, dsr.t), que se refería al paisaje predominantemente desértico del territorio egipcio. El nombre se transformó en Ⲭⲏⲙⲓ (Khēmi y Kēme) en la etapa copta de la lengua egipcia, y fue traducido al primitivo griego como Χημεία (Jemía).
Miṣr (مصر) o Maṣr, el nombre oficial árabe de Egipto, es de origen semítico y significa “frontera, límite”. Es similar al nombre hebreo מִצְרַיִם mitzráyim, literalmente «dos fronteras», quizás en referencia al Alto y Bajo Egipto. La forma más antigua aparece en acadio como Miṣru y en asirio, Muṣur, miṣru / miṣirru / miṣaru, que significan también «frontera» o «límite», de la raíz semítica ṣwr, que indica algo estrecho o angosto, con el prefijo me.
Es muy probable que el topónimo Egipto derive de la transcripción fonética de uno de los nombres o epítetos de Menfis, capital del antiguo Kemet bajo la Dinastía III, a saber: Hout Ka-Ptah (ḥwt-kꜣ-ptḥ), que quiere decir “Casa del ka [espíritu] de Ptah”, en alusión al principal templo consagrado a este dios, que pasó al griego como Aígyptos, que, con el tiempo, designó primero al barrio en el que se encontraba, luego a toda la ciudad y más tarde al reino. 
La forma intermedia aparece en acadio como Hikuptah. Durante el dominio de los lágidas y, posteriormente, los romanos, la lengua egipcia fue llamada «copta» y sus hablantes, los egipcios nativos que mantenían su cultura, se conocieron como coptos, un vocablo derivado del griego Aigüptos, a través de la forma ɣυπτίο (gyptio), que pasó al árabe como Qubt. Una etimología popular griega, citada por Estrabón, derivaba Aigyptos de la expresión Aἰɣαίου ὑπτίως, (Aigaiu hüptiōs): “más allá del Egeo”.
El nombre en español y otras lenguas occidentales, Egipto, proviene del griego antiguo Αἴɣυπτος (Aígyptos), que pasaría al latín como Aegyptus, ya atestiguada en época micénica como gentilicio: a-ku-pi-ti-yo, es decir «el egipcio».
La Biblia y la mitología griega consideran que el nombre en sus respectivas lenguas es un epónimo, bien de Mizraim, hijo de Cam, bien de Egipto, hijo de Belo.

## Historia

### Egipto Antiguo

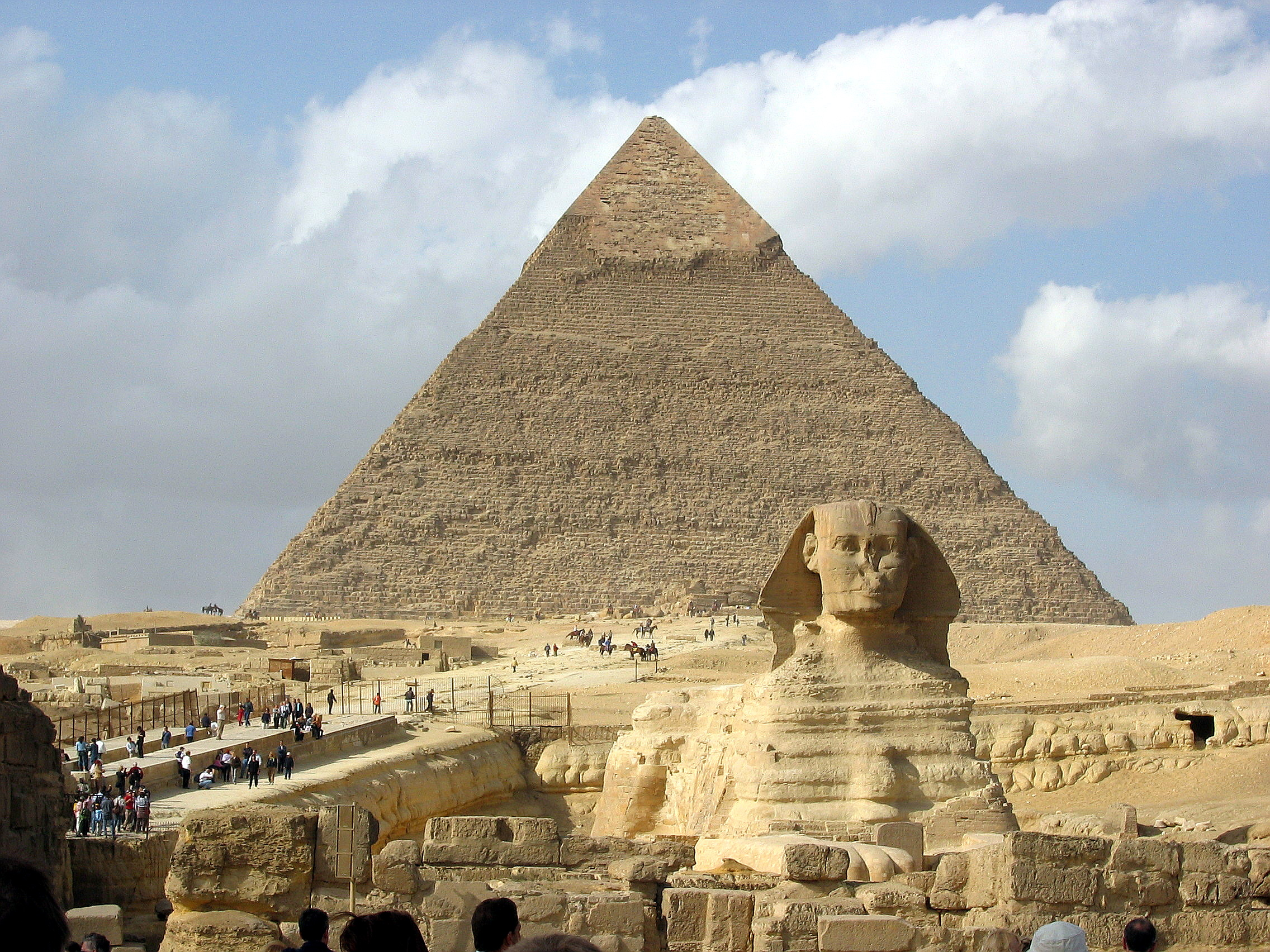
La Gran Esfinge y las pirámides de Guiza, construidas durante el Imperio Antiguo de Egipto.

La riqueza que aportaba el fértil limo tras las inundaciones anuales del río Nilo, junto a la ausencia de poderosos pueblos vecinos por su aislamiento, debido a que el valle del Nilo está situado entre dos amplias zonas desérticas, permitieron el desarrollo de una de las primeras y más deslumbrantes civilizaciones en la historia de la humanidad.
Los primeros pobladores de Egipto alcanzaron las riberas del Nilo, por entonces un conglomerado de marismas y foco de paludismo, escapando de la desertización del Sahara. Las primeras comunidades hicieron habitable el país, y se estructuraron en regiones llamadas «nomos». Pasado el tiempo y tras épocas de acuerdos y disputas, los nomos se agruparon en dos proto-naciones, denominadas el Alto y el Bajo Egipto, alrededor del año 5000 a. C. Egipto se unifica alrededor del año 3100 a. C., desde el faraón Menes (Narmer en su nombre egipcio).
La historia del antiguo Egipto se divide en tres imperios con períodos intermedios de conflictos internos y dominación por gobernantes extranjeros. El Imperio Antiguo se caracterizó por el florecimiento de las artes y la construcción de inmensas pirámides. Durante el Imperio Medio (2050-1800 a. C.), tras una etapa de descentralización, Egipto conoció un período de esplendor en su economía. En el Imperio Nuevo (1567-1085 a. C.) la monarquía egipcia alcanzó su edad dorada, conquistando a los pueblos vecinos y expandiendo sus dominios bajo la dirección de los faraones de la dinastía XVIII. La última dinastía fue derrocada en el año 343 a. C. por los persas, quienes a su vez fueron sustituidos por gobernantes griegos y romanos, en un periodo que comenzó hacia el año 30 a. C. como resultado de la derrota de Cleopatra y Marco Antonio en la batalla de Actium, que trajo siete siglos de paz relativa y estabilidad económica. Desde mediados del siglo IV, Egipto formó parte del Imperio Oriental, que se convirtió en el Imperio bizantino.

### Formación del Estado moderno

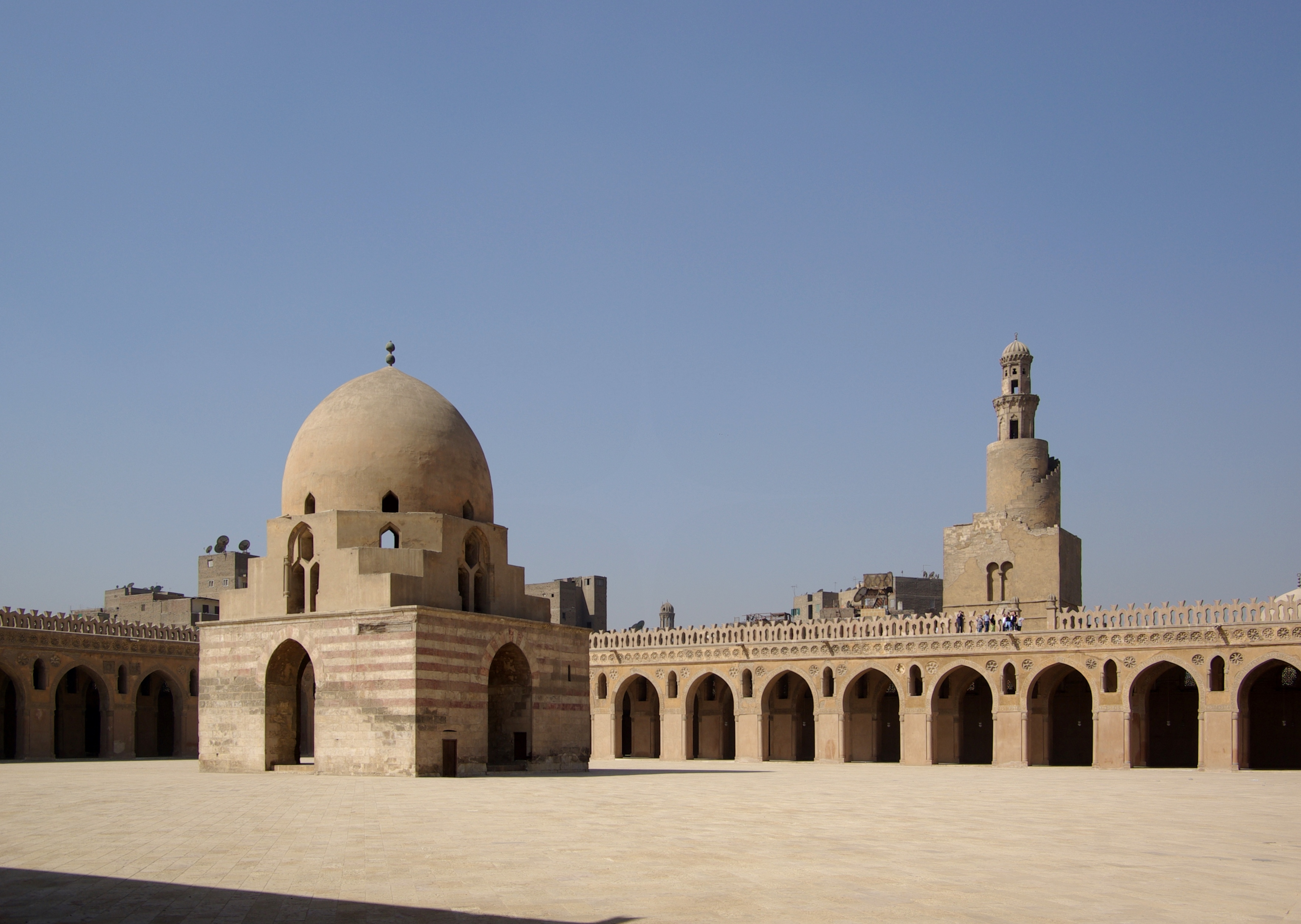
Mezquita de Ibn Tulun, El Cairo, construida en el

En el 640 se produjo la invasión árabe, que asumió el gobierno del país a pesar de las revueltas de los pobladores de entonces, en el 725. Los árabes introdujeron el islam y el idioma árabe en el siglo VII, y gobernaron los siguientes seis siglos, con una interrupción de los Tuluníes, que declararon la independencia de Egipto del califato abasí y la mantuvieron treinta y siete años. 
A finales del siglo X, durante un breve tiempo los fatimíes se hicieron con el gobierno. Vendrá a continuación la época de Saladino, que supondrá un renacimiento cultural y económico favorecido por el espíritu de la yihad, guerra santa en respuesta a las cruzadas cristianas. Entre 1250 y 1517, los mamelucos, que eran parte de una casta militar local, tomaron el control del gobierno alrededor del año 1250, derrotaron a los mongoles en su avance imparable por Asia, pero fueron incapaces de impedir la ocupación del país y el control del gobierno por parte de los turcos otomanos en 1517. Bajo el gobierno otomano, Egipto quedó relegado a una posición marginal dentro del gran Imperio otomano. Aunque los mamelucos recuperaron el poder por un breve periodo, en 1798 el ejército de Napoleón ocupó el país. Tampoco duró mucho la ocupación francesa, que apenas dejó huella aunque supuso el comienzo de los estudios egiptológicos sobre la cultura antigua.

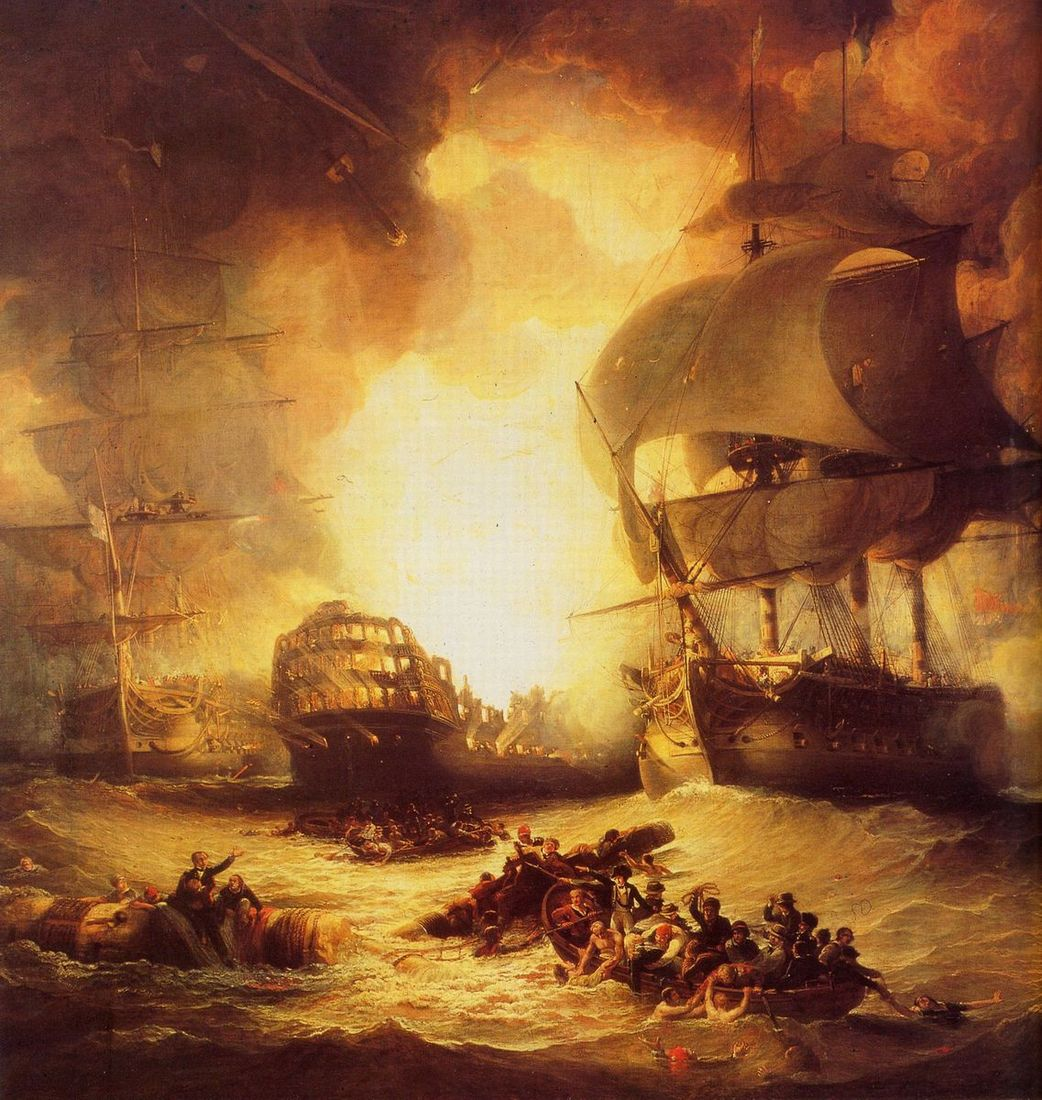
La batalla del Nilo, 1798

Tras la salida de las tropas francesas hubo una serie de guerras civiles entre otomanos, mamelucos y mercenarios albaneses, hasta que en 1805 Egipto consiguió la independencia, siendo nombrado sultán Kavalali Mehmet Alí Pasha, conocido como Mehmet Alí, quien había llegado al país como virrey o valí para reconquistarlo en nombre del Imperio otomano, y que llevaría una política exterior pro-occidental, emprendiendo una serie de reformas que combinaban estrategias tradicionales de centralización del poder con la importación de modelos europeos para la creación de nuevas estructuras militares, educativas, industriales y agrícolas, incluyendo planes de regadío, que fueron continuadas y ampliadas por su nieto y sucesor Ismail Pachá, el primer jedive.
Tras la apertura del canal de Suez en 1869, Egipto se convirtió en un importante centro de comunicaciones, pero cayó a su vez en una fuerte deuda. Los británicos tomaron el control del gobierno en forma de concesiones hacia 1904, que fue fuertemente protestado, declarándose de nuevo la independencia en 1925, con una nueva constitución y un régimen parlamentario. Saad Zaglul fue elegido primer ministro de Egipto en 1924, y en 1936 dio por finalizado el llamado tratado Anglo-Egipcio.[cita requerida]

### República

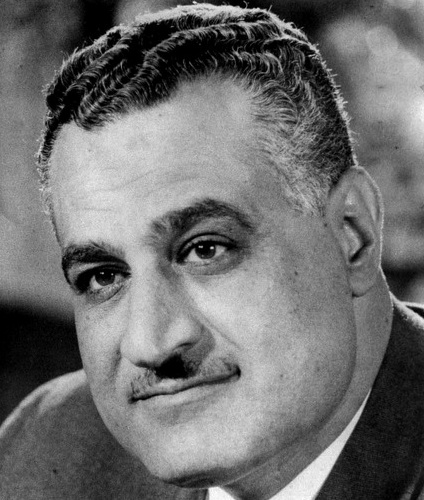
Gamal Abdel Nasser, presidente de Egipto desde 1956 hasta 1970

Las continuas injerencias británicas mantenían una inestabilidad política hasta que en 1952 un golpe de Estado forzó al rey Faruq de Egipto a abdicar y llevó al coronel Gamal Abdel Nasser a presidir el nuevo gobierno. Nasser declaró la titularidad pública egipcia del canal de Suez, lo que supuso una importante mejora para la tesorería egipcia, aunque para ello tuvo que enfrentarse militarmente en 1956 a las tropas conjuntas francesas, inglesas e israelíes, que intentaron derrocar al Gobierno sin conseguirlo (crisis de Suez). 
Esta victoria militar colocó a Nasser a la cabeza de los mandatarios de Oriente Próximo y como ejemplo a seguir por el mundo árabe para desembarazarse de las injerencias extranjeras. Entre 1958 y 1961, Egipto, durante la presidencia de Nasser, formó parte, junto con Siria, de la República Árabe Unida. La derrota de las fuerzas árabes por Israel en 1967 durante la guerra de los Seis Días privó a Egipto de la península del Sinaí y de la franja de Gaza.
Tras la guerra con Israel, la guerra de Yom Kippur de 1973, a lo que siguió la firma en 1978 del acuerdo de Camp David (por el sucesor de Nasser, Anwar el-Sadat), Egipto recuperó el Sinaí. Este tratado fue repudiado por el mundo árabe, y sus consecuencias fueron la expulsión de Egipto de la Liga Árabe y el ascenso del fundamentalismo islámico en el país después de la Revolución iraní.
Sadat lanza la política de Infitah («apertura»), que tiene como objetivo reducir el papel del Estado, atraer la inversión extranjera y promover las relaciones con los Estados Unidos. Una clase de nuevos ricos se está desarrollando rápidamente. En 1975 había más de 500 millonarios en Egipto, pero más del 40 % de la población vivía por debajo del umbral de la pobreza y alrededor de la capital se estaban desarrollando barrios marginales. Además, el país acumuló una deuda monumental durante los años de Infitah. Para reestructurarlo, el FMI pidió la abolición de todas las subvenciones a los productos básicos, lo que condujo a disturbios en enero de 1977. El Gobierno involucra al ejército, generando un número desconocido de víctimas.
La reorientación de la economía llevó a Sadat a buscar el apoyo de las élites rurales tradicionales, cuya influencia había disminuido bajo el nasserismo. Los agricultores son expulsados de las tierras en disputa. En las ciudades, para frustrar a las organizaciones nasserianas y marxistas, Sadat ha liberado a miles de prisioneros islamistas y les ha concedido libertades políticas. En 1972, las autoridades hicieron trasladar a militantes islamistas en vehículos estatales para recuperar violentamente el control de las universidades y arrestaron a líderes estudiantiles de izquierda.
Fortalecida por esta alianza con el Gobierno, la Al-Gama'a al-Islamiyya ganó influencia y la sociedad egipcia se islamizó, también por el fortalecimiento de las relaciones con Arabia Saudita. Por último, Gamaa al-Islamiy se divide en dos facciones: una a favor del gobierno de Sadat, que desea proseguir esta islamización mediante reformas, y otra orientada al terrorismo. En los años ochenta, el Gobierno favoreció la salida de los militantes de esta segunda facción hacia Afganistán, con el apoyo financiero de Arabia Saudíta.
En 1981 Sadat fue asesinado y le sucedió Hosni Mubarak, quien mantuvo las políticas de su predecesor. Una política interior adecuada ha conseguido vencer al fundamentalismo, pese a algunos atentados contra turistas extranjeros para dañar la fuente principal de ingresos del país: el turismo. Tras la Cumbre de Amán en 1987, Egipto inicia la recuperación de sus anteriores relaciones con los países árabes, especialmente con Arabia Saudí, lo que trae consigo la rehabilitación de Mubarak y su Gobierno ante los ojos del resto de dirigentes políticos árabes. Desde entonces, Egipto aprovechó su prestigio para mediar entre Israel y Palestina, desde la fundación de la Organización para la Liberación de Palestina en 1964, y en 1993 apoyó la firma de los acuerdos que llevaron al inicio de la autonomía palestina, defendiendo la formación de un futuro Estado palestino.
Hosni Mubarak prosigue la política de liberalización económica, en particular mediante la reducción de las subvenciones agrícolas y de consumo y la liberalización de los precios. En 1992, se le cancelaron las disposiciones que rigen el arrendamiento de tierras. Conocida como la "ley para expulsar a los campesinos de sus tierras", esta ley, combinada con otras medidas para separar al Estado de la economía, aumenta el descontento de las poblaciones rurales pobres, especialmente en el Alto Egipto.
En 2004 se lanzó el movimiento egipcio para el cambio, conocido popularmente como Kifaya, para buscar una vuelta a la democracia y a mayores libertades civiles. Sin embargo, no fue hasta febrero de 2011 cuando se consiguió derrocar a Hosni Mubarak (que llevaba treinta años en el poder) mediante dos semanas de manifestaciones. El foco principal y permanente de la rebelión fue la famosa y representativa Midan Tahrir (plaza de la Liberación), en el centro de El Cairo, donde se congregaban a diario varios cientos de miles de manifestantes. El 3 de julio de 2013, el ejército dio un nuevo golpe de Estado, alegando corrupción del presidente Mohamed Morsi y los Hermanos Musulmanes.

## Gobierno y política
- Se puede volver a votar al mismo presidente únicamente una vez más.

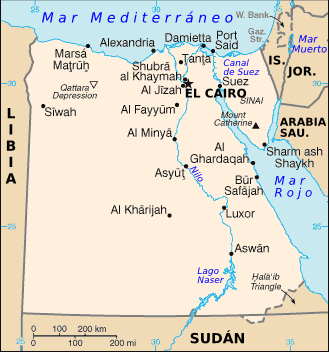
Mapa de Egipto.

- Nombre oficial: República Árabe de Egipto
- Sistema legal basado en la Constitución de 2014.[18]
- Legislación nacional: sistema bicameral[19]
- Sistema electoral: Elecciones democráticas.
- Jefe del Estado: el presidente, elegido por el pueblo.
- El Gobierno nacional: consejo de ministros, presidido por el primer ministro.
- Principales partidos políticos: el Partido Socialista Laboral, el Partido Socialista Liberal, New Wafd, el Partido Nacional Progresista Unionista.

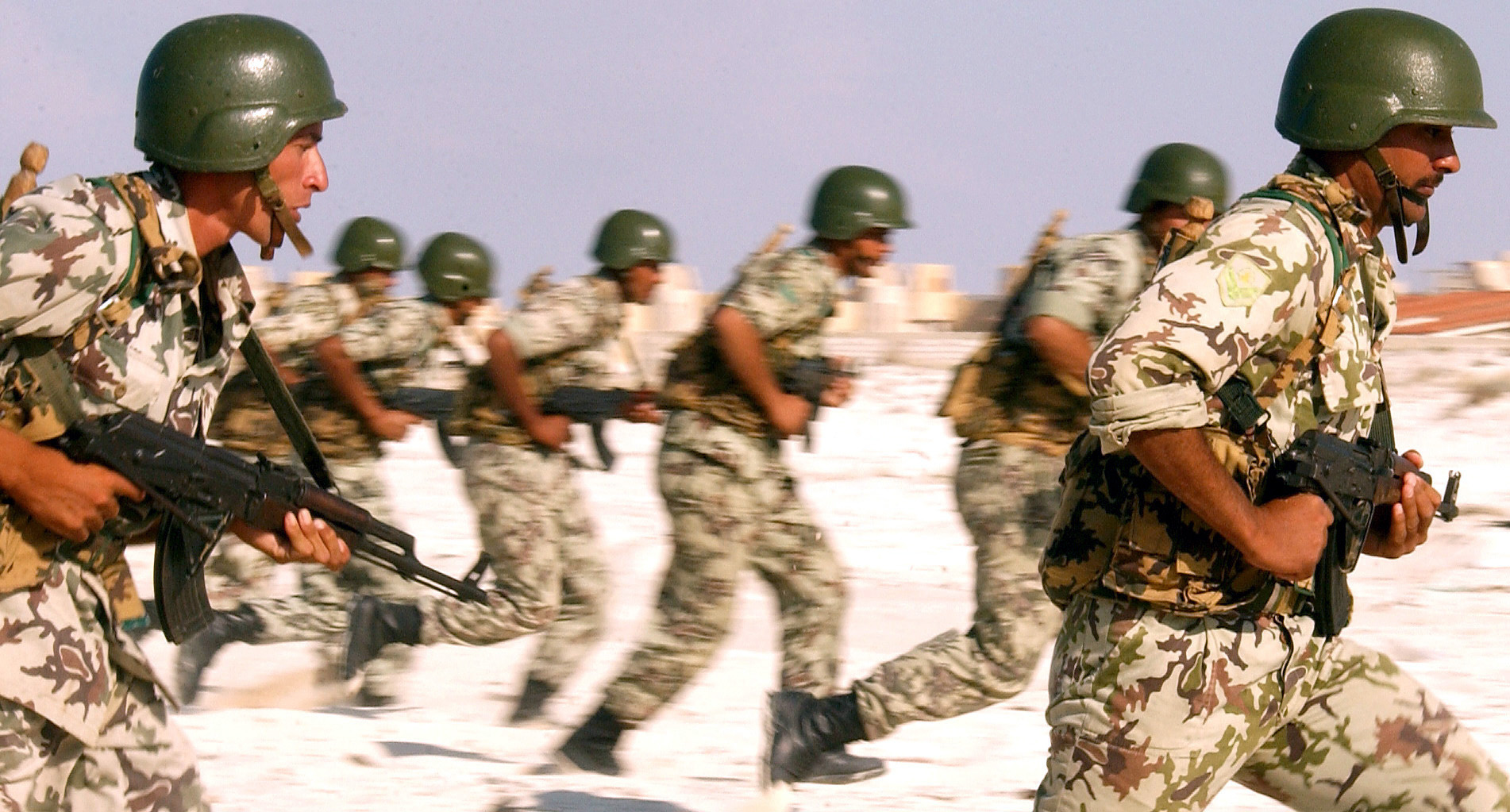
Soldados de infantería del ejército egipcio.

Aunque aparentemente el poder se organiza bajo un sistema multipartidista, en la práctica durante más de cincuenta años el presidente se ha elegido en elecciones con un solo candidato. Egipto también celebra elecciones parlamentarias multipartidistas de manera regular. En febrero de 2005 el presidente Hosni Mubarak anunció la reforma de la ley para la elección presidencial, de manera que en las elecciones de 2010 habría varios candidatos, por primera vez desde 1952 y se limita el mandato a siete años con solo dos legislaturas. En 2007 se celebró un referéndum en el que se aprobó aumentar los poderes presidenciales, sin embargo, tras la enmienda constitucional de 2019, el mandato presidencial se amplió de 4 a 6 años y se permite la reelección del presidente actual por un tercer mandato excepcional. 
En las elecciones del 28 de noviembre de 2010, Hosni Mubarak volvió a arrasar en la primera vuelta electoral dejando fuera a los Hermanos Musulmanes, principal grupo de oposición islamista. Sin embargo, parece evidente que hubo numerosas irregularidades en la votación. Así lo denunciaron diversos medios de prensa y entes internacionales. En junio de 2012, hubo elecciones presidenciales por primera vez desde la deposición de Mubarak. Resultó elegido el candidato por los Hermanos Musulmanes, Mohamed Morsi, el 24 de junio de 2012. Asumió el cargo el 30 de junio de 2012.

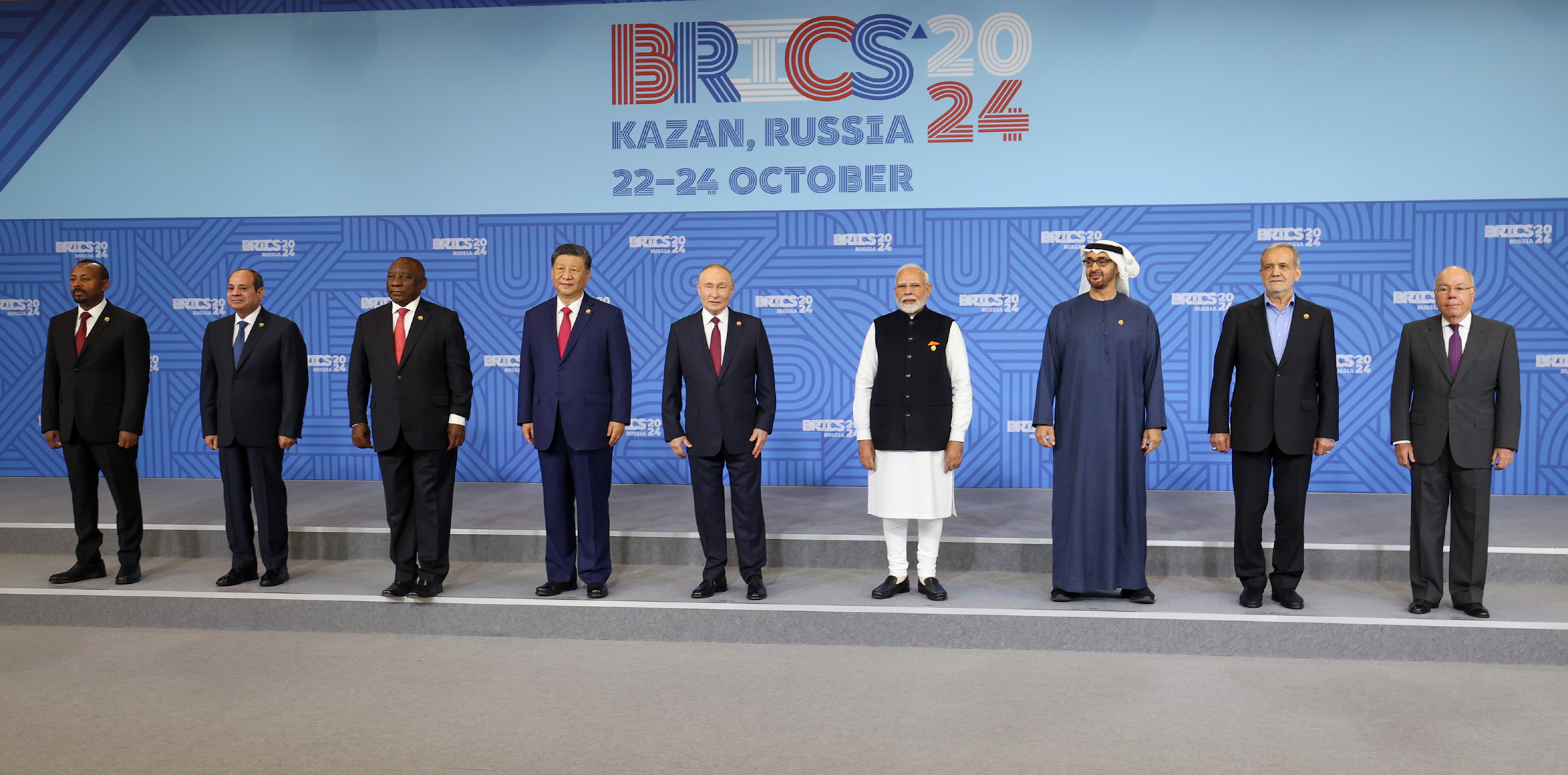
Abdelfatah Al-Sisi en la decimosexta reunión de los BRICS, en Rusia, 2024

Con motivo de las elecciones presidenciales de Egipto de 2014 y dado el gran apoyo popular con el que contaba, Abdelfatah Al-Sisi dimitió de todos sus cargos militares y se presentó como candidato. La Comisión Electoral egipcia anunció en abril que Al Sisi logró registrar 188 930 firmas válidas para su participación (siendo solamente 25 000 necesarias). Su único rival que logró superar el mínimo fue el izquierdista Hamdin Sabahi, líder del partido Corriente Popular, habiendo logrado 31 555 avales. Así, tras el segundo golpe de Estado llevado a cabo bajo petición del pueblo, y aunque el presidente Abdelfatah Al-Sisi, como ministro de Defensa entonces, rehusaba presentarse a las elecciones presidenciales, finalmente accedió a hacerlo tras la constante exigencia del pueblo para que se presentara. Es el actual presidente del país desde el 8 de junio de 2014, siendo así el noveno presidente desde la declaración de la república en el país el 18 de junio de 1953.
En 2019, manifestaciones desafiaron el régimen del Mariscal al-Sisi; más de 4400 personas fueron arrestadas.

### Proyecto de nueva Constitución
El Gobierno provisional, respaldado por la junta militar surgida del triunfo del golpe de Estado en Egipto de 2013, someterá a referéndum en las primeras semanas de 2014 una nueva Constitución, como alternativa a la Constitución islamista del presidente derrocado, Mohamed Morsi. Según el análisis que ha hecho del proyecto la profesora de la Universidad Autónoma de Madrid, Luz Gómez García, en el mismo, entre otras cosas, se mantienen los poderes que el ejército ya tenía en la época de Hosni Mubarak —no es casual que este haya alabado el proyecto— e impide participar en la política egipcia a los Hermanos Musulmanes, declarados a finales de 2013 como "organización terrorista" por las nuevas autoridades egipcias.

### Derechos humanos
En materia de derechos humanos, respecto a la pertenencia a los siete organismos de la Carta Internacional de Derechos Humanos, que incluyen al Comité de Derechos Humanos (HRC), Egipto ha firmado o ratificado:
| Egipto | Tratados internacionales | Tratados internacionales | Tratados internacionales | Tratados internacionales  | Tratados internacionales  | Tratados internacionales | Tratados internacionales | Tratados internacionales | Tratados internacionales  | Tratados internacionales | Tratados internacionales | Tratados internacionales | Tratados internacionales  | Tratados internacionales | Tratados internacionales | Tratados internacionales | Tratados internacionales | Tratados internacionales  |
| --- | ------------------------ | ------------------------ | ------------------------ | ------------------------- | ------------------------- | ------------------------ | ------------------------ | ------------------------ | ------------------------- | --- | ------------------------ | ------------------------ | ------------------------- | --- | ------------------------ | --- | ------------------------ | ------------------------- |
| Egipto | CESCR                    | CESCR                    | CCPR                     | CCPR                      | CCPR                      | CERD                     | CED                      | CEDAW                    | CEDAW                     | CAT | CAT                      | CRC                      | CRC                       | CRC | CRC                      | MWC | CRPD                     | CRPD                      |
| Egipto | CESCR                    | CESCR-OP                 | CCPR                     | CCPR-OP1                  | CCPR-OP2-DP               | CERD                     | CED                      | CEDAW                    | CEDAW-OP                  | CAT | CAT-OP                   | CRC                      | CRC-OP-AC                 | CRC-OP-SC | CRC-OP-CP                | MWC | CRPD                     | CRPD-OP                   |
| Pertenencia | Firmado y ratificado.    | Sin información.         | Firmado y ratificado.    | Ni firmado ni ratificado. | Ni firmado ni ratificado. | Firmado y ratificado.    | Sin información.         | Firmado y ratificado.    | Ni firmado ni ratificado. | Egipto ha reconocido la competencia de recibir y procesar comunicaciones individuales por parte de los órganos competentes. | Sin información.         | Firmado y ratificado.    | Ni firmado ni ratificado. | Egipto ha reconocido la competencia de recibir y procesar comunicaciones individuales por parte de los órganos competentes. | Sin información.         | Egipto ha reconocido la competencia de recibir y procesar comunicaciones individuales por parte de los órganos competentes. | Firmado y ratificado.    | Ni firmado ni ratificado. |
| Firmado y ratificado, firmado, pero no ratificado, ni firmado ni ratificado, sin información, ha accedido a firmar y ratificar el órgano en cuestión, pero también reconoce la competencia de recibir y procesar comunicaciones individuales por parte de los órganos competentes. |                          |                          |                          |                           |                           |                          |                          |                          |                           | |                          |                          |                           | |                          | |                          |                           |

En 2017, una locutora de televisión, Doaa Salah, fue condenada a tres años de cárcel por "incitación al libertinaje" al plantear el tema de la situación de las madres solteras en su programa de televisión.

## Organización territorial
Egipto está dividido en veintisiete gobernaciones o provincias (muhafazah; en singular muhafazat). El triángulo de Hala'ib, está bajo administración egipcia, pero es disputado con el Gobierno sudanés, quien reclama que ese territorio les pertenece y que la zona de Bir Tawil sería el territorio que le correspondería a Egipto, cosa que este último niega; estos territorios en disputa están ubicados al sureste de Egipto y al noreste de Sudán.[cita requerida]

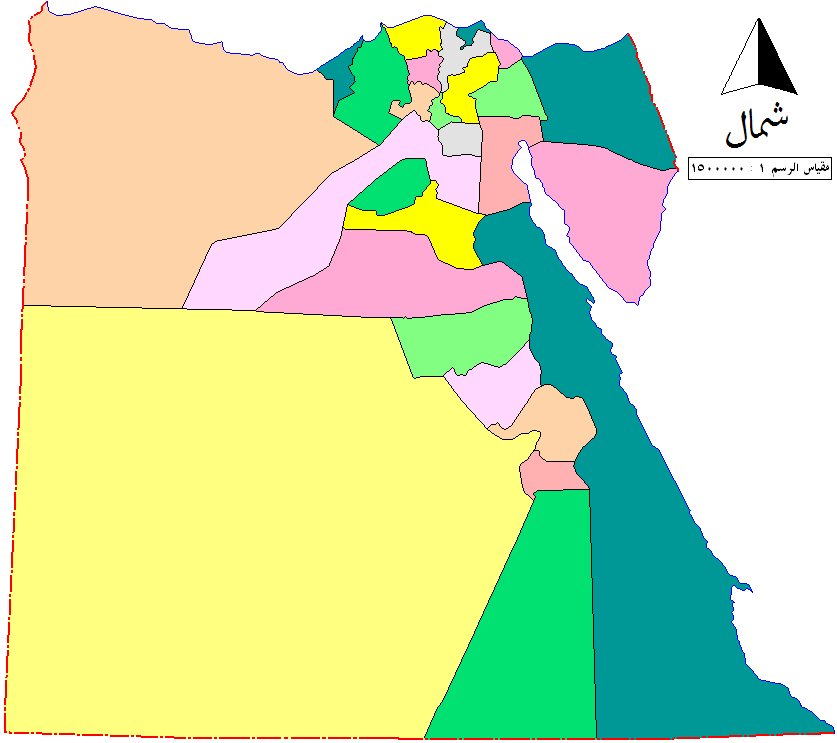
Gráfico de las 27 gobernaciones egipcias (2011).

Situación de las 27 gobernaciones egipcias en la actualidad, demarcando los territorios disputados.

| Gobernación     |    | Capital       | Localización |
| --------------- | -- | ------------- | ------------ |
| Alejandría      | 1  | Alejandría    | Delta        |
| Asuán           | 2  | Asuán         | Alto Egipto  |
| Asiut           | 3  | Asiut         | Alto Egipto  |
| Behera          | 4  | Damanhur      | Delta        |
| Beni Suef       | 5  | Beni Suef     | Centro       |
| El Cairo        | 6  | El Cairo      | Centro       |
| Dacalia         | 7  | Mansura       | Bajo Egipto  |
| Damieta         | 8  | Damieta       | Delta        |
| Fayún           | 9  | Fayún         | Alto Egipto  |
| Occidental      | 10 | Tanta         | Bajo Egipto  |
| Guiza           | 11 | Guiza         | Centro       |
| Ismailia        | 12 | Ismailia      | Canal        |
| Kafr el Sheij   | 13 | Kafr el Sheij | Bajo Egipto  |
| Matrú           | 14 | Marsá Matrú   | Oeste        |
| Menia           | 15 | Menia         | Centro       |
| Menufia         | 16 | Shibin el-Kom | Delta        |
| Nuevo Valle     | 17 | El Jariyá     | Oeste        |
| Sinaí del Norte | 18 | El Arish      | Sinaí        |
| Puerto Saíd     | 19 | Puerto Saíd   | Canal        |
| Caliubia        | 20 | Banha         | Bajo Egipto  |
| Quena           | 21 | Quena         | Alto Egipto  |
| Mar Rojo        | 22 | Hurgada       | Mar Rojo     |
| Oriental        | 23 | Zaqaziq       | Bajo Egipto  |
| Suhag           | 24 | Suhag         | Alto Egipto  |
| Sinaí del Sur   | 25 | El Tor        | Sinaí        |
| Suez            | 26 | Suez          | Canal        |
| Luxor           | 27 | Luxor         | Alto Egipto  |

## Geografía

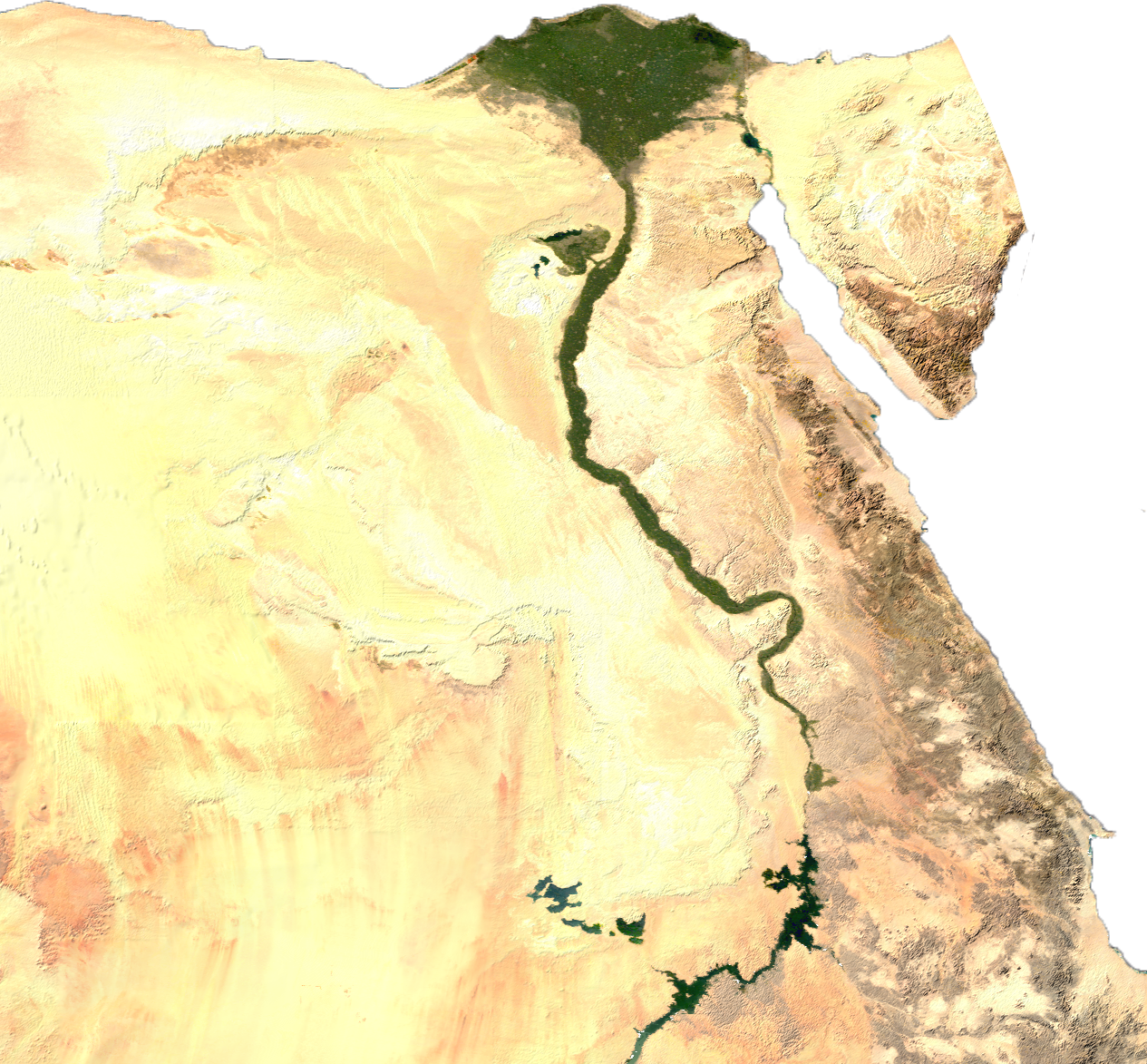
Vista satelital de Egipto

Egipto se encuentra en el extremo noreste del continente africano, posee costas sobre el mar Mediterráneo y el mar Rojo. Limita al oeste con Libia, al sur con Sudán, al norte con el Mediterráneo y al este con el mar Rojo, Israel y Palestina. Su territorio abarca 1 001 450 km² de superficie, que a efectos comparativos corresponde el doble que el de España. Está ocupado en su inmensa mayoría por el desierto del Sáhara, y surcado por un único río, el Nilo, que riega la única tierra fértil del país y que ha sido la principal fuente de riqueza y ha permitido el desarrollo de varias culturas a lo largo de la milenaria historia de Egipto. Desemboca en el Mediterráneo formando un delta de unos 200 km de extensión en dirección norte-sur y entre Alejandría y Damieta en dirección este-oeste.
El clima es desértico en la mayoría del territorio, con escasez de lluvias (aunque en los últimos años la humedad ha aumentado considerablemente en El Cairo), con noches frías y días muy calurosos. En la costa norte, a lo largo del delta, posee clima mediterráneo, con una media de lluvia de 18 mm. Por lo inhóspito del territorio la población se asienta principalmente a orillas del Nilo, aunque también son importantes algunas localidades mediterráneas y del mar Rojo. En Egipto se encuentra el canal de Suez, que conecta el mar Mediterráneo con el Rojo, y separa la parte principal del territorio egipcio de la península del Sinaí, que limita al este con Israel.
El Gobierno egipcio mantiene veintiún Parques Naturales con una superficie total de 53 000 km², el 5 % del territorio nacional. El mayor de ellos, el parque nacional de Elba, al sur, con distintos ecosistemas: manglares del mar Rojo, veintidós islas, arrecifes de coral, dunas costeras, pantanos salados costeros, llanuras desérticas costeras y la zona de montañas: Jabal Elba de 1437 m de altitud, Jabal Ebruq y Al Daeeb.

### Hidrografía

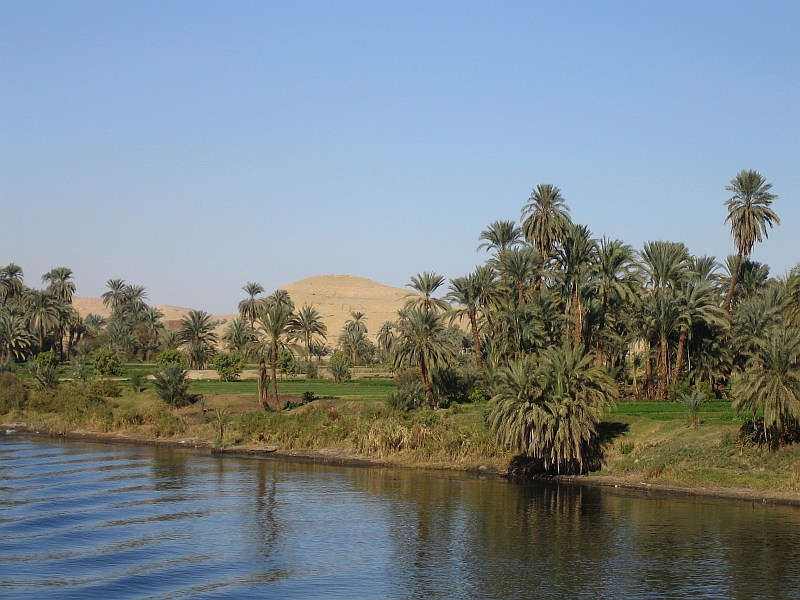
Ribera del río Nilo

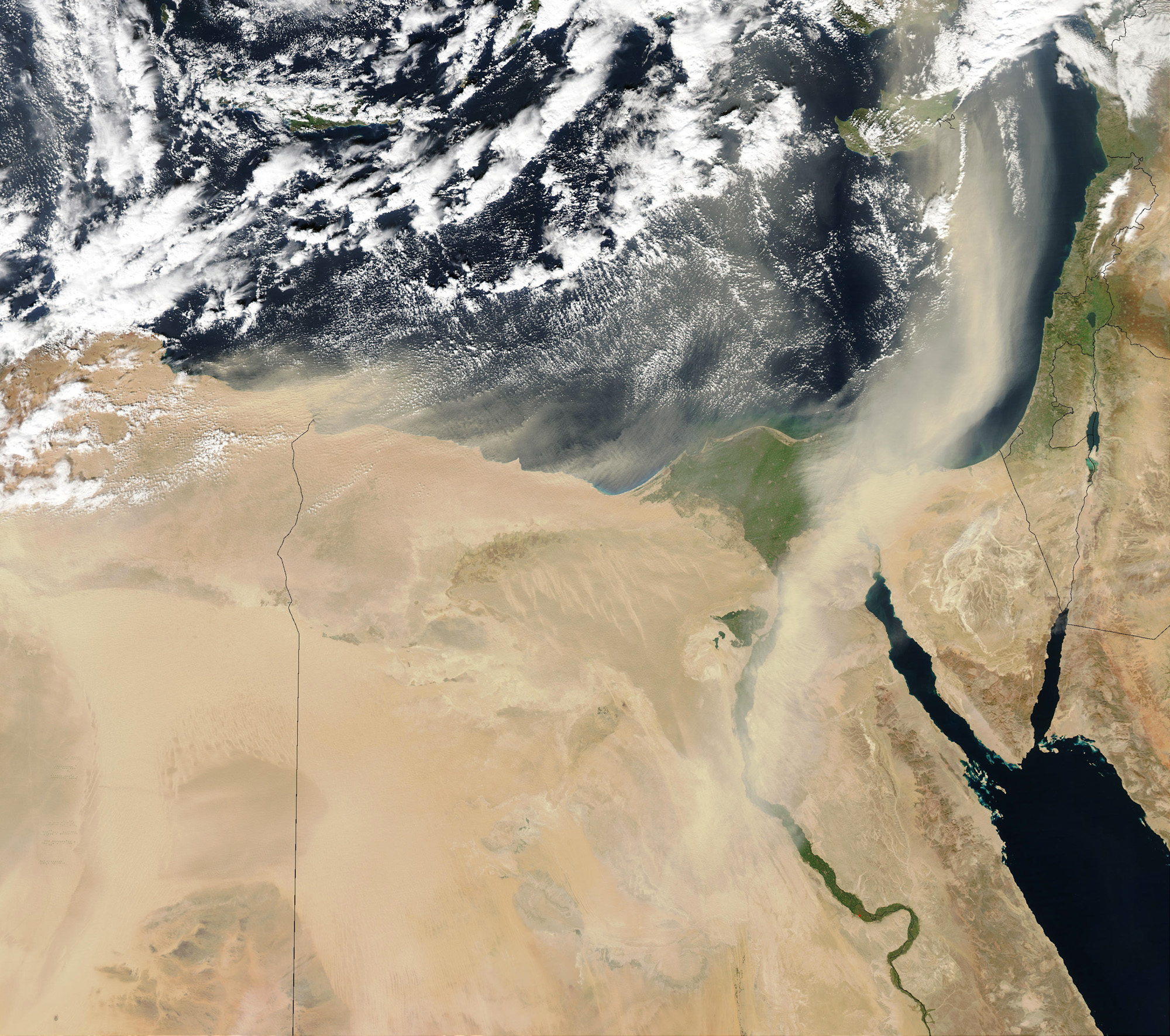
Vista aérea de las nubes en Egipto

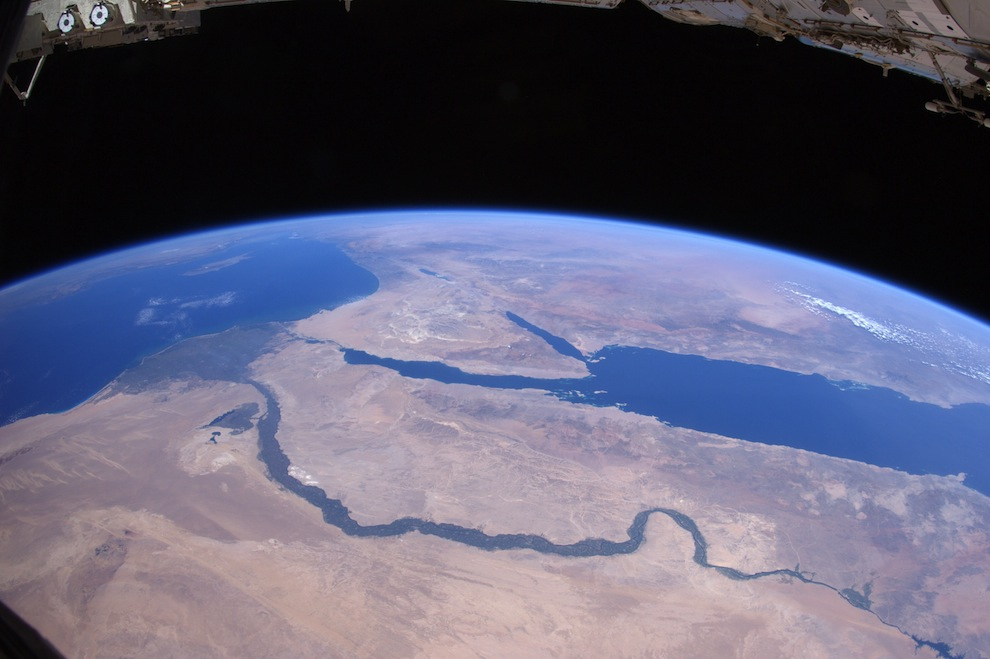
Fotografía desde la EEI del valle del Nilo y la península del Sinaí

A través de Egipto cruza el río Nilo, que es el segundo del mundo en longitud, con 6497 km de largo, después del río Amazonas (6800 km). Su curso a través de Egipto es de 1550 km, y la zona del Delta del Nilo posee 24 000 km². El Nilo entra en Egipto, cerca de Wadi Halfa por su frontera sur. Fluye a través del desierto, fertilizando un valle de 1,5 a 2 km de ancho hasta Asuán. En Asuán, cruza las últimas cataratas y fluye a través del valle, que se extiende de 5 a 20 km, hasta El Cairo, situado a unos 700 km. Recorre otros 300 km hasta el mar, irrigando el amplio delta del Nilo, ramificándose en varios brazos por terrenos pantanosos. El delta posee una costa con lagunas de 250 km de largo.
El Valle y el delta del Nilo están cubiertos de tierra muy fértil, generada por los limos depositados por el río durante miles de años en una gruesa capa de 10 a 12 m. Cada año, de agosto a octubre, se elevaba el nivel del Nilo, y el río vertía sus aguas, inundando el valle y el delta. Después de retirarse las aguas, dejaba atrás el limo, que restauraba y fertilizaba el suelo. Tras la construcción de la gran presa de Asuán, el caudal es estable durante todo el año. En el territorio de Egipto, el Nilo no recibe afluentes permanentes. El clima que prevalece sobre el valle es muy cálido y desértico. Solo la costa tiene frecuentes lluvias. El período de vegetación, en general, no se interrumpe, y las plantas crecen durante todo el año. Estas condiciones naturales han hecho del valle del río Nilo el oasis más grande del mundo.
Además de tierra y agua de mar, Egipto está dotado de importantes sales minerales. La península del Sinaí y la costa poseen yacimientos de petróleo. En esta costa se encuentran algunas zonas de fosfatos. El oeste del delta, en la costa mediterránea posee sal de roca.

### Flora y fauna
La vegetación de Egipto se limita a la zona del delta y el valle del Nilo y los oasis del desierto. El más extendido es el árbol de coco. Otras especies de árboles autóctonos son la acacia, el tamaris y el algarrobo. Los árboles que proceden de otros continentes son el ciprés, el eucalipto, la mimosa, y varios árboles frutales. Los suelos aluviales de Egipto, especialmente en el delta, son aptos para el cultivo de diversas plantas y frutas, incluidas las uvas, todo tipo de verduras, flores como el loto, el jazmín y la rosa. En las zonas desérticas, con frecuencia cada vez mayor, crecen arbustos y hierba para el ganado. El papiro, antes presente a lo largo del Nilo, ahora se encuentra en el extremo sur de Egipto.
Debido al clima del desierto de Egipto la fauna local es poco variada. Hay gacelas en el desierto, así como zorros, hienas, hipopótamos y jabalíes, que habitan en diferentes áreas, principalmente en el delta y las montañas a lo largo del mar Rojo. Existen varias especies de reptiles. Los cocodrilos, antes vivían en el Bajo Egipto, ahora, en su mayoría, viven en la zona sur del Alto Egipto. Hay flamencos, águilas, buitres, pelícanos. Hay muchos insectos y escorpiones que viven en zonas desérticas. En los lagos y el Nilo, hay cerca de setenta especies de peces.

### Clima

Tipos de clima en Egipto

Egipto se encuentra en la zona subtropical. El clima está caracterizado por veranos cálidos y secos e inviernos templados y estables, es decir; período cálido de mayo a septiembre y frío de noviembre a marzo. La temperatura más alta en ambos períodos es causada por los vientos del norte. En las zonas costeras el rango de temperatura media máxima es de 37 °C y la mínima de 14 °C. Las grandes variaciones de temperatura son las incidencias más comunes en el desierto, con máximas diarias de 46 °C y mínimas de 6 °C durante la noche. Durante el invierno la temperatura por la noche cae a 0 °C. Las zonas con mayor humedad se encuentran a lo largo de la costa mediterránea, y el promedio de las precipitaciones es de 200 mm al año, mientras que el promedio de las lluvias en El Cairo, es de solo 26 mm por año; en las áreas naturales caen tormentas cada pocos años. La precipitación disminuye en dirección al sur, mientras que la temperatura aumenta. El kamsin (viento tormentoso del desierto, seco y cálido) se produce en abril y mayo y alcanza velocidades de hasta 150 km/h.
| Parámetros climáticos promedio de El Cairo, Egipto                                                                                          | Parámetros climáticos promedio de El Cairo, Egipto | Parámetros climáticos promedio de El Cairo, Egipto | Parámetros climáticos promedio de El Cairo, Egipto | Parámetros climáticos promedio de El Cairo, Egipto | Parámetros climáticos promedio de El Cairo, Egipto | Parámetros climáticos promedio de El Cairo, Egipto | Parámetros climáticos promedio de El Cairo, Egipto | Parámetros climáticos promedio de El Cairo, Egipto | Parámetros climáticos promedio de El Cairo, Egipto | Parámetros climáticos promedio de El Cairo, Egipto | Parámetros climáticos promedio de El Cairo, Egipto | Parámetros climáticos promedio de El Cairo, Egipto | Parámetros climáticos promedio de El Cairo, Egipto |
| Mes | Ene.                                               | Feb.                                               | Mar.                                               | Abr.                                               | May.                                               | Jun.                                               | Jul.                                               | Ago.                                               | Sep.                                               | Oct.                                               | Nov.                                               | Dic.                                               | Anual                                              |
| --- | -------------------------------------------------- | -------------------------------------------------- | -------------------------------------------------- | -------------------------------------------------- | -------------------------------------------------- | -------------------------------------------------- | -------------------------------------------------- | -------------------------------------------------- | -------------------------------------------------- | -------------------------------------------------- | -------------------------------------------------- | -------------------------------------------------- | -------------------------------------------------- |
| Temp. máx. abs. (°C) | 31                                                 | 36                                                 | 40                                                 | 42                                                 | 44                                                 | 48                                                 | 44                                                 | 42                                                 | 44                                                 | 41                                                 | 37                                                 | 33                                                 | 48                                                 |
| Temp. máx. media (°C) | 18.9                                               | 20.4                                               | 23.5                                               | 28.3                                               | 32                                                 | 33.9                                               | 34.7                                               | 34.2                                               | 32.6                                               | 29.2                                               | 24.8                                               | 22.3                                               | 27.73                                              |
| Temp. media (°C) | 13.8                                               | 14.9                                               | 16.9                                               | 21.2                                               | 24.5                                               | 27.3                                               | 27.6                                               | 27.4                                               | 26                                                 | 23.3                                               | 18.9                                               | 15                                                 | 21.38                                              |
| Temp. mín. media (°C) | 9                                                  | 9.7                                                | 11.6                                               | 14.6                                               | 17.7                                               | 20.1                                               | 22                                                 | 22.1                                               | 20.5                                               | 17.4                                               | 14.1                                               | 10.4                                               | 15.76                                              |
| Temp. mín. abs. (°C) | -1                                                 | -2                                                 | 0                                                  | 3                                                  | 10                                                 | 10                                                 | 17                                                 | 14                                                 | 16                                                 | 11                                                 | 2                                                  | -2                                                 | -2                                                 |
| Precipitación total (mm) | 5                                                  | 3.8                                                | 3.8                                                | 1.1                                                | 0.5                                                | 0.1                                                | 0                                                  | 0                                                  | 0                                                  | 0.7                                                | 3.8                                                | 5.9                                                | 24.7                                               |
| Días de precipitaciones (≥ 0.01 mm) | 3.5                                                | 2.7                                                | 1.9                                                | 0.9                                                | 0.5                                                | 0.1                                                | 0                                                  | 0                                                  | 0                                                  | 0.5                                                | 1.3                                                | 2.8                                                | 14.2                                               |
| Horas de sol | 217                                                | 232                                                | 279                                                | 300                                                | 310                                                | 360                                                | 372                                                | 341                                                | 300                                                | 279                                                | 240                                                | 186                                                | 3416                                               |
| Humedad relativa (%) | 59                                                 | 54                                                 | 53                                                 | 47                                                 | 46                                                 | 49                                                 | 58                                                 | 61                                                 | 60                                                 | 60                                                 | 61                                                 | 61                                                 | 55.75                                              |
| Fuente: Organización Meteorológica Mundial (ONU). Voodoo skies y Bing Weather para registros de temperaturas, BBC Weather para horas de sol |                                                    |                                                    |                                                    |                                                    |                                                    |                                                    |                                                    |                                                    |                                                    |                                                    |                                                    |                                                    |                                                    |

### Ecología
La práctica totalidad del país corresponde al bioma de desierto. WWF divide el territorio de Egipto en nueve ecorregiones:
- Estepa arbustiva mediterránea, un pequeño enclave de bosque mediterráneo situado al oeste del delta del Nilo
- Sabana inundada del delta del Nilo, en el delta y el valle inferior del Nilo
- Estepa del Sahara septentrional, en el norte,
- Desierto y semidesierto tropicales del mar Rojo, en la costa del mar Rojo de la península del Sinaí
- Desierto y monte xerófilo de Arabia y el Sinaí, en el resto del Sinaí
- Desierto costero del mar Rojo, en la costa africana del mar Rojo
- Salobral del Sahara, en el oasis de Siwa y otros humedales saharianos
- Monte xerófilo del macizo del Tibesti y el monte Uweinat, en el monte Uweinat, en la frontera con Libia y Sudán
- Desierto del Sahara, en el resto del país

## Economía

Evolución del PIB per cápita de Egipto, 1820-2018.

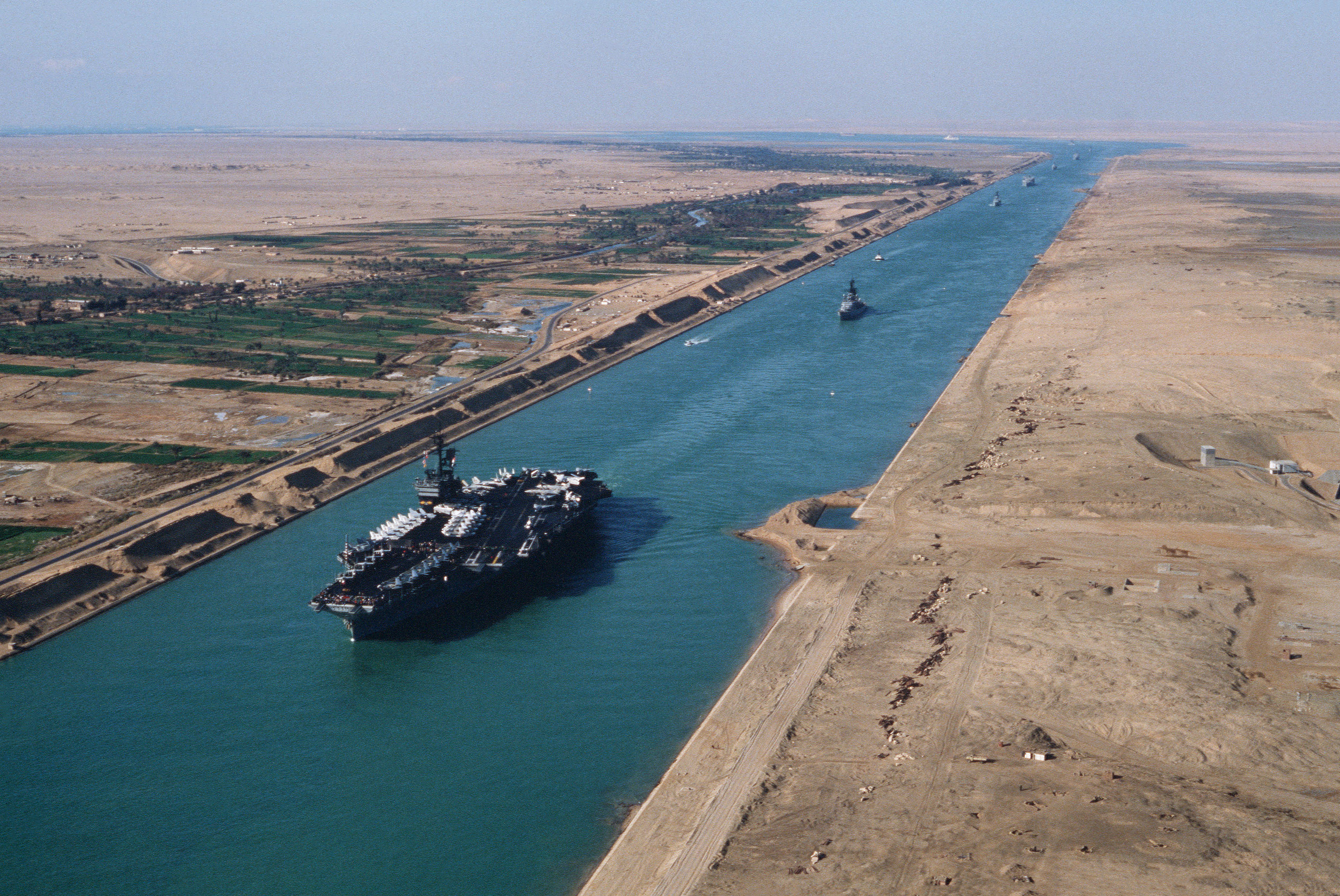
El Canal de Suez es una vía marítima artificial de capital importancia estratégica y económica. El canal, excavado a mediados del y con una longitud de 163 km, une el mar Rojo con el mar Mediterráneo y evita a los barcos la circunnavegación del continente africano.

Egipto es predominantemente un país agrícola; y uno de los cultivos de mayor importancia es el algodón, aparte de la actividad agrícola de subsistencia, pues alrededor de 40 % de la fuerza laboral se dedica a las actividades agrícolas o ganaderas. La economía de Egipto se socializó tras la promulgación de una serie de leyes a comienzos de 1961. El patrón de propiedad de la tierra fue muy alterado por el decreto de Reforma Agraria de 1952, que limitaba las explotaciones individuales a unas ochenta hectáreas, cifra revisada en 1961 a cerca de cuarenta hectáreas, y revisada de nuevo a unas veinte hectáreas en 1969.
Las reformas copiadas del régimen soviético en la materia agrícola dadas en el período 1952 a 1961 y la construcción con la ayuda comunista de la presa de Asuán, han provocado una revolución agrícola que ha aumentado la producción, y las tierras requisadas por el Gobierno se distribuyeron entre los campesinos (fellahin), pero aún hasta hoy siguen existiendo grandes diferencias económicas entre la clase media y los agricultores. Los programas gubernamentales han ampliado las zonas de cultivo mediante la regeneración, el regadío (sobre todo desde la terminación de la presa de Asuán, en 1970), y la utilización de tecnología avanzada, como equipos mecanizados y fertilizantes químicos han hecho aumentar la producción agrícola precedente; pero a su vez estos avances han desencadenado múltiples problemas, sobre todo medioambientales: Al abonarse con productos químicos y no por las crecidas del río, se está afectando el equilibrio biológico de la zona, produciéndose una salinización del suelo y apareciendo nuevas clases de insectos y parásitos.
El rendimiento de las tierras agrícolas de Egipto está entre los más altos del mundo. Egipto es uno de los principales productores mundiales de productos básicos de algodón; la producción anual de fibra de algodón era de unas 300 000 toneladas métricas, a principios de 1990. El clima cálido y la abundancia de agua permiten hasta tres cosechas al año, dando abundantes cosechas agrícolas. En los años 1990 el valor estimado anual de producción en millones de toneladas métricas, como arroz (3,9), tomates (4,7), trigo (4,6), maíz (5,2), caña de azúcar (3,1), bananas (2,5), patatas (1,8), y naranjas (1,7). También se cultiva una amplia variedad de otras frutas y hortalizas.
La principal industria ganadera de Egipto es la cría de animales de carga. El ganado a principios del decenio de 1990 incluía unos tres millones de cabezas de ganado vacuno, tres millones de búfalos, 4,4 millones de ovejas, 4,8 millones de cabras, 1,6 millones de asnos, y cuarenta millones de aves de corral.
Egipto posee importantes yacimientos de petróleo y gas, pero la industria más explotada es el turismo, ya que las pirámides y reliquias de esta civilización milenaria atraen a muchas personas todos los años. Es una de las economías más estables de la región, con un PIB por habitante de 4274 dólares (datos de OMS para 2004).

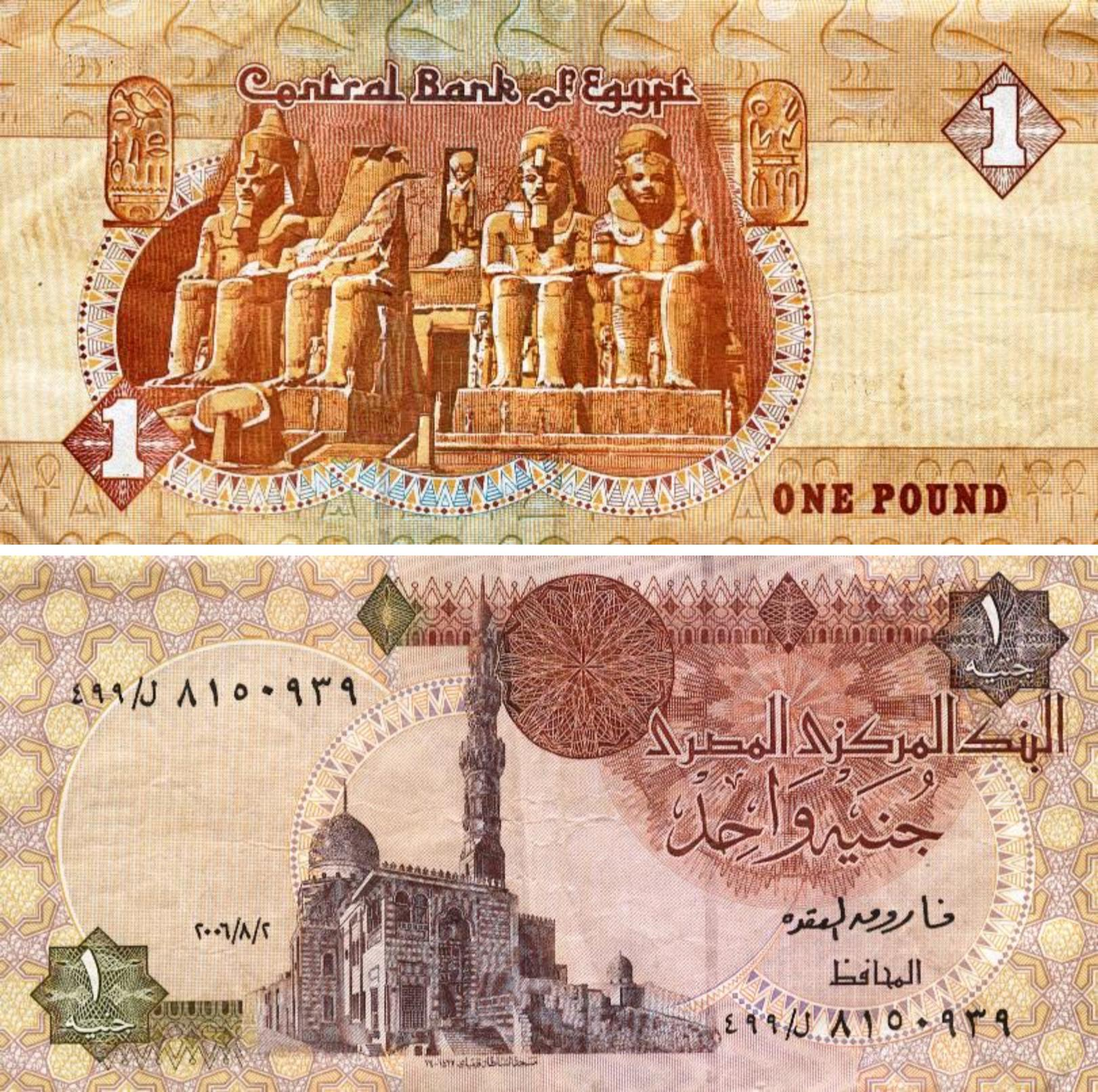
Libra egipcia.

La unidad monetaria es la libra egipcia, que se divide en 100 piastras; circula con los siguientes valores:
- Billetes en libras: 200, 100, 50, 20, 10, 5 y 1.
- Billetes en piastras: 50, 25, 10 y 5.
- Monedas de libras: 1
- Monedas en piastras: 50, 25, 10 y 5.

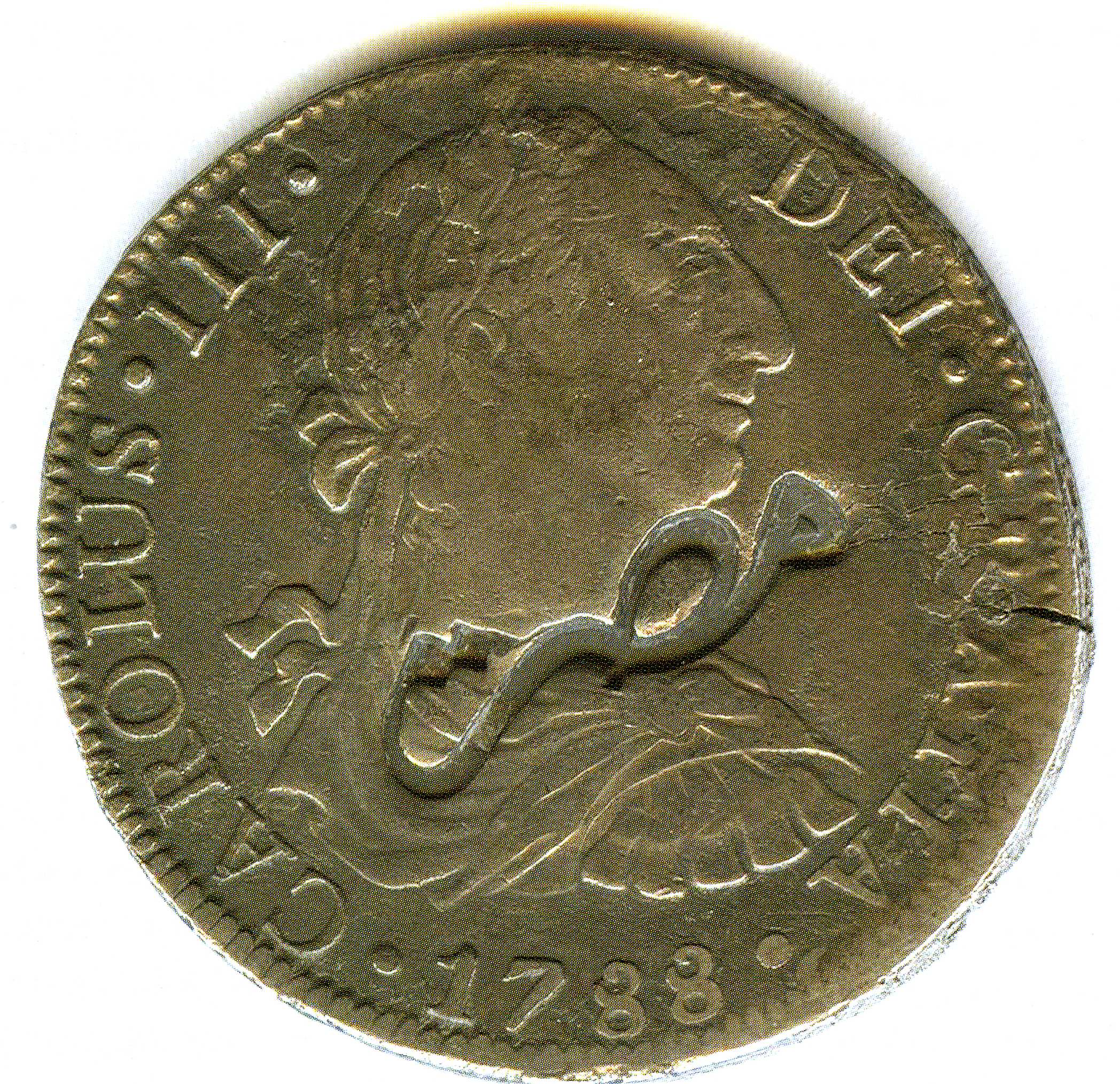
Moneda española de Carlos III que lleva una inscripción con la leyenda Misr (Egipto).

En diferentes momentos de su historia, Egipto permitió la circulación de monedas extranjeras en su territorio, sobre todo las piezas de ocho reales españoles. Tan populares fueron estas monedas, que durante los siglos XVIII y XIX en el Gran Bazar de El Cairo tenían cotización oficial por veinte qirsh o piastras. El primero que permitió la circulación legal de monedas extranjeras en este territorio fue el sultán Selim III. De esta manera se estampó un resello que llevaba la palabra “MISR” (Egipto) sobre piezas de reales de a ocho del rey Carlos III y Carlos IV. Con esta contramarca también se conocen monedas de otras cecas hispanoamericanas, talers de María Teresa de Austria y algunas piezas de cinco francos franceses que quedaron en Egipto después de las guerras napoleónicas (1798-1802). Durante el dominio de los mamelucos también fueron marcadas diversas monedas, y más tarde en el siglo XIX se contramarcaron con fecha y ceca “MISR”. Durante el siglo XX en el Gran Bazar se acuñaron piezas de dos y ocho reales con diferentes fechas (1920) para circular por valor de veinte y tres piastras (dos reales). En Egipto los reales españoles eran conocidos por el nombre de “Abu Mafta”, ya que creían que las columnas de Plus Ultra eran dos cañones.
Durante los últimos cuarenta años, el Gobierno egipcio ha adoptado estrategias que van de una economía de orden soviético a una economía de mercado, con varias variantes entre ambas, predominando por último las tendencias socialistas moderadas intentado hacer prosperar al país. Hay un sector público fuerte cuya ineficacia intenta combatir el Gobierno.
Las industrias más productivas son textil, fertilizantes y productos de caucho y cemento. Hay algo de industria pesada y varias plantas de ensamblaje de automóviles.
Los socios comerciales principales del país son Estados Unidos y algunos de los países de la Unión Europea (Alemania, Francia, Italia y el Reino Unido). Los cambios radicales en el anterior bloque soviético, que era el mercado principal de Egipto, han tenido un gran impacto en la economía, aunque después el país se convirtió en el segundo país en recibir ayuda de Estados Unidos, tras Israel; entre 1994 y el 2004 Egipto recibió unos 2000 millones de dólares por año de ayuda de Estados Unidos.
Egipto tenía en 1990 serios desequilibrios económicos tanto internos como externos: una estructura industrial organizada por Nasser de titularidad pública, sobredimensionada, obsoleta y de muy baja productividad. Un sector agrario rígidamente controlado por el estado con precios intervenidos y deficitarios. Por último, un sector exterior deficitario y basado en las exportaciones de productos energéticos, las remesas de emigrantes, los ingresos del canal de Suez y el turismo, todo ello había sostenido el desarrollo en la década de 1970, pero era sensible al nuevo terrorismo de los integristas islámicos. Asimismo, el déficit público era prácticamente insostenible y generador de inflación y el país apenas podía hacer frente a la situación surgida tras la explosión de la crisis de la deuda en los años ochenta, que tan seriamente afectó a casi todos los países en vías de desarrollo. En 1991, el gobierno elaboró un programa y propuso varias medidas:
- Privatizar 314 empresas públicas.
- Mejorar la agricultura, que genera alrededor del 20 % de producto nacional bruto, con un ambicioso proyecto: el canal de Toshka, inaugurado en enero de 1997, cuya finalidad es hacer un delta alternativo y paralelo al valle del Nilo que recuperará tierras del desierto.
- Crear proyectos industriales, mineros y turísticos así como nuevos asentamientos en Toshka para reducir la densidad de población de las riberas del Nilo.

El régimen de Abdelfatah Al-Sisi se orienta hacia una política de austeridad que consiste, en particular, en reducir las subvenciones a la energía y a la electricidad, imponer el IVA y aumentar el precio de los billetes de metro de El Cairo. Esta forma de fiscalidad regresiva supone una carga más pesada para las clases trabajadoras y medias que antes; por el contrario, se ha reducido el impuesto sobre la renta de las empresas. En noviembre de 2018 se adoptó un nuevo plan de austeridad que dio lugar, en particular, a la congelación de los salarios de los funcionarios públicos. El número de beneficiarios de las subvenciones alimentarias ha disminuido en 3 millones como resultado de estas reformas.
La deuda alcanzó un nivel récord en junio de 2018 (92.64 mil millones de dólares), lo que representa un aumento del 17 % en un solo año. La deuda es, en particular, consecuencia de la carga del presupuesto militar. (las importaciones de armas aumentaron un 215 % en 2013-2017 en comparación con 2008-2012) y los pagos de intereses, que alcanzaron el 31 % del presupuesto anual para 2016-2017, y el 38 % en 2018. Por otra parte, la inversión en educación, sanidad e infraestructuras es insuficiente. Alrededor del 60 % de la población egipcia vive en la pobreza o en la precariedad, según un informe publicado por el Banco Mundial en abril de 2019. Las condiciones generales de vida tienden a deteriorarse. La pobreza ha aumentado en más de un 11 % en las ciudades más grandes del país (El Cairo, Alejandría, Puerto Said, Suez). La mitad más pobre de la población solo se beneficia del 17 al 18 % del PIB.
Según el Índice mundial de innovación, a cargo de la Organización Mundial de la Propiedad Intelectual, en 2024, Egipto se ubicó en lugar 86 en innovación entre 133 países del mundo;en 2023 ocupó el lugar 86 y el lugar 89 en 2022.

### Turismo

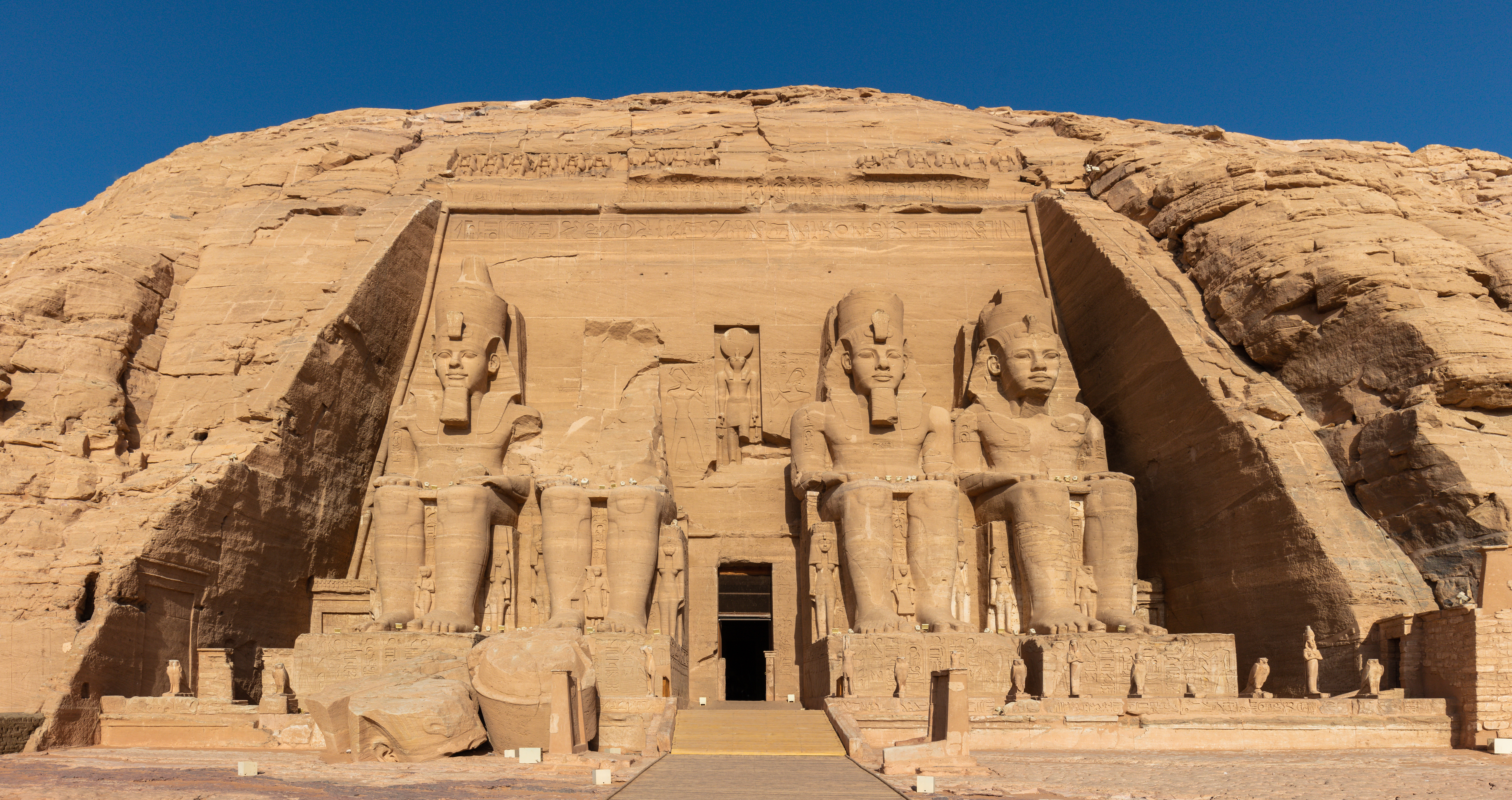
El conjunto de templos de Abu Simbel, al sur del país.

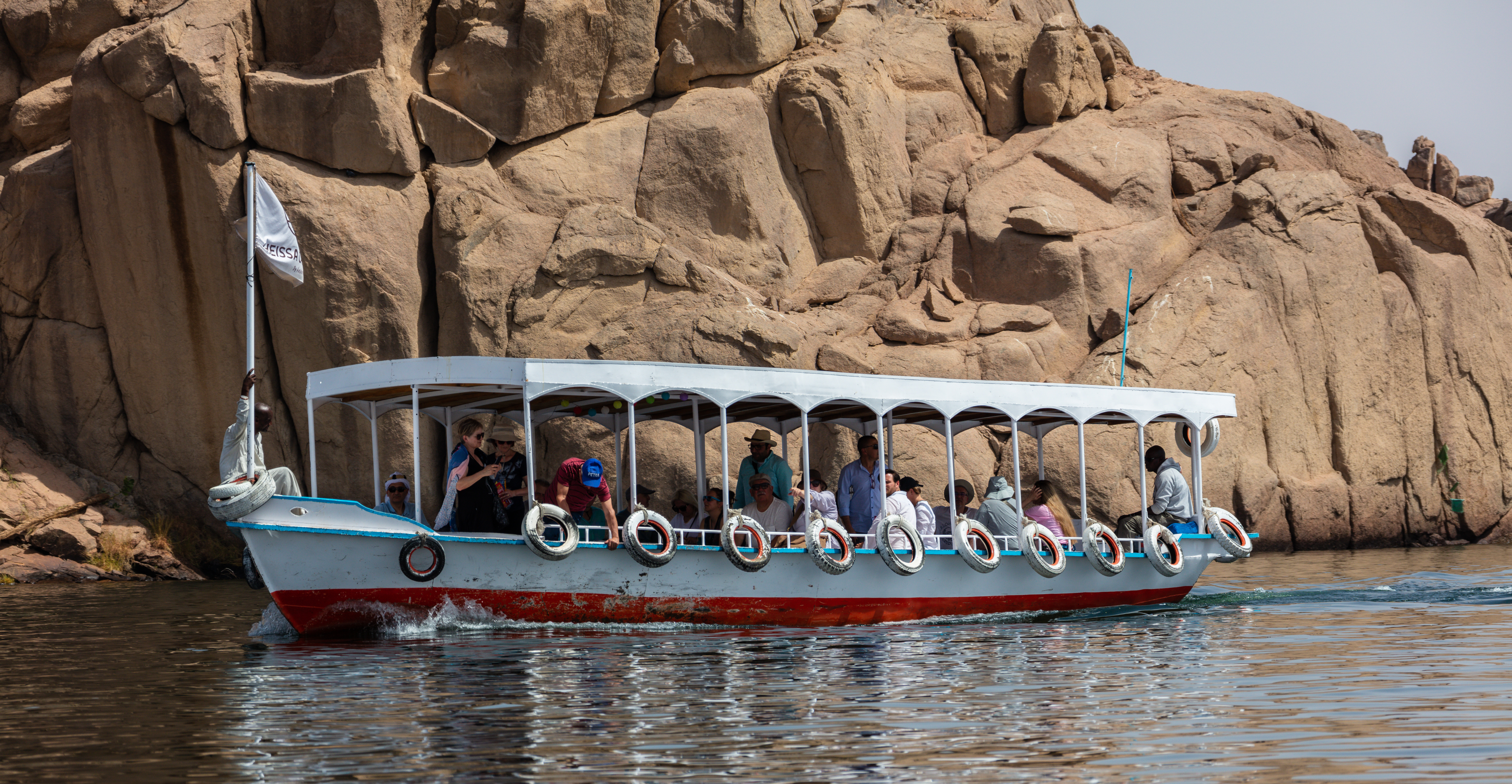
Bote turístico para visitar la antigua ciudad de File en la isla Agilkia.

El turismo es una de las principales fuentes de ingreso de divisas de Egipto, tanto por los turistas en sí mismos como por las importantes inversiones realizadas por cadenas internacionales de hoteles. Por la naturaleza de la actividad turística, genera un número muy importante de puestos de trabajo, los cuales incluyen personal de: agencias de turismo, hoteles, fabricación y comercialización de artesanías, transportes, entre otras. Se pueden identificar tres zonas principales donde se localiza la actividad turística:
- El Cairo y alrededores: las pirámides de Guiza, junto con la Gran Esfinge (en las afueras de la ciudad) son las atracciones principales, que se complementan con los tesoros del museo de El Cairo que exhibe el tesoro de Tutankamón (en progresiva mudanza al nuevo edificio del Gran Museo Egipcio), y el bazar Jan el-Jalili.
- La zona sur: con Luxor, Karnak, el Valle de los Reyes, Abu Simbel y otras riquezas arqueológicas, además de cruceros por el Nilo.
- La costa del mar Rojo y la zona sur de la península del Sinaí: con costas arenosas, es un lugar famoso por la riqueza y variedad de su fauna y flora subacuática, siendo un centro de submarinismo de gran renombre. El balneario de Sharm el-Sheij, es un punto de referencia en la zona, que es servida por numerosos vuelos directos desde Europa.

### Agricultura

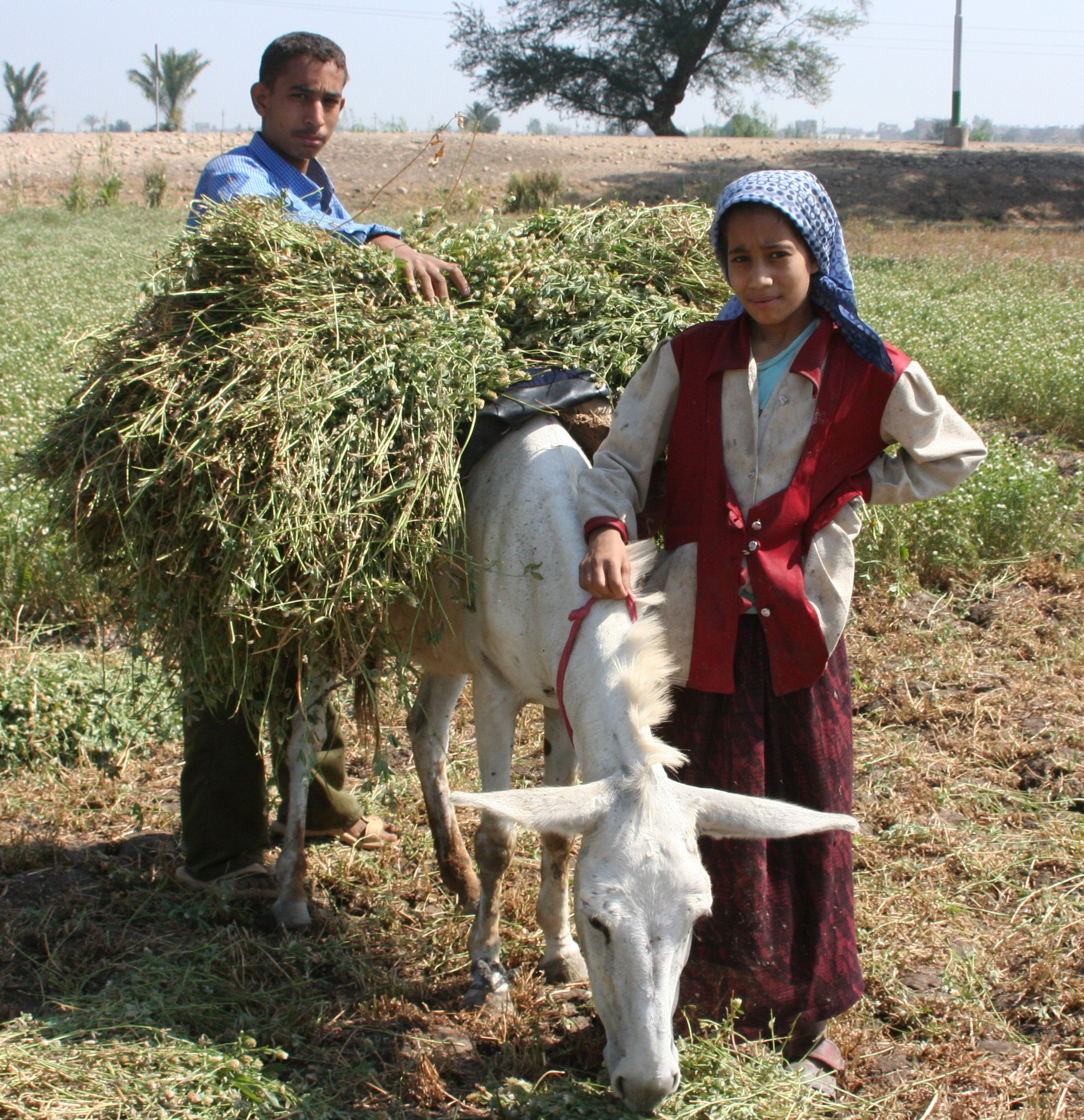
Campesinos egipcios

La representación de la agricultura en el PIB ha ido disminuyendo en los últimos años; en 2020 representaba un 12 % del PIB, cifra que contrasta con el 26 % de 1985. Antes de la industrialización, la mayoría de los productos exportados eran agrícolas, pero ese número se reduce significativamente después de 1998 a solo el 6 %. Los productos agrícolas más importantes son el chocolate, cereales, frutas, hortalizas y forraje. El Área de la tierra cultivable es considerablemente más pequeño, pero muy fructífero. Ocupa el espacio alrededor de todo el valle y el delta del Nilo Occidental. La pesca es un sector económico importante. Grandes cantidades de pescado se encuentra en el río Nilo, el mar Rojo y el Mediterráneo.

### Industria y minería
Los servicios y productos industriales (minería, manufactura y construcción) componían el 37,6 % del PIB de 2008. Los principales productos son los textiles, productos químicos, metales y los productos derivados del petróleo. La nueva política económica ha conducido a la creación de empresas privadas para la producción de automóviles, la electrónica y la medicina. La mayoría de estas fábricas se concentran alrededor del centro de las dos mayores urbes: El Cairo y Alejandría y en la zona industrial a lo largo del Canal de Suez.
El petróleo es el producto más importante y una gran e importante fuente de ingresos. El Gobierno en la década de los 80 alentó la producción de gas natural para abastecer a los consumidores de energía doméstica. El gas natural comenzó a exportarse en los 90. Los principales campos de petróleo y gas están ubicados en el mar Rojo y el desierto de Libia. En cuanto a otras riquezas minerales, Egipto tiene abundantes menas de fosfatos, sal, caliza y mineral de hierro.
Egipto produce la energía suficiente para satisfacer las necesidades de todos los consumidores locales. Las fuentes de energía principales son de origen hidroeléctrico, y se basan en su mayoría cerca de Asuán. Las cantidades de petróleo y gas natural también surten cerca de la mitad de los requerimientos energéticos de los consumidores.

#### Canal de Suez

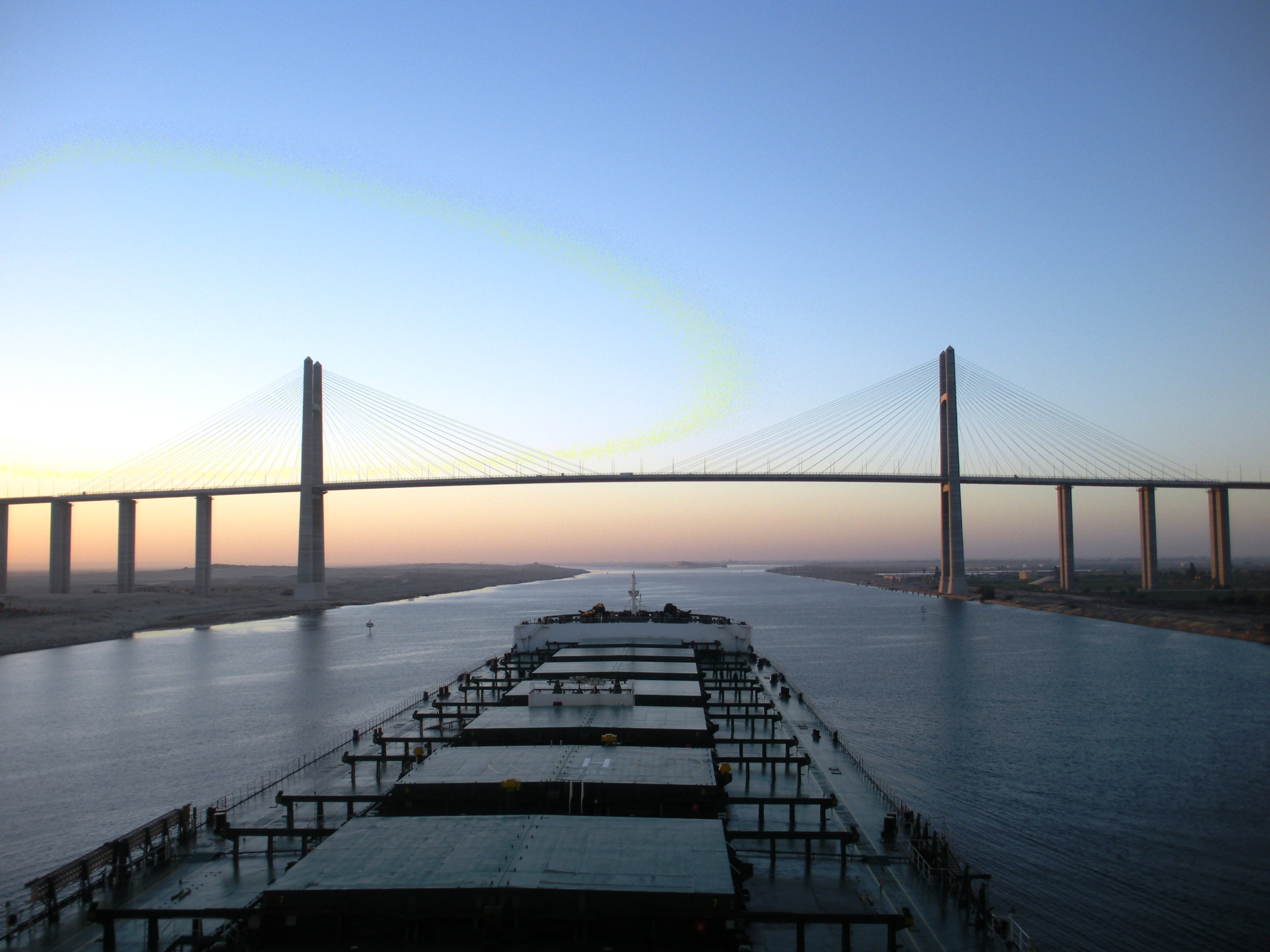
El puente del canal de Suez

El canal de Suez es un canal artificial a nivel del mar, considerado el centro de transporte marítimo más importante de Oriente Próximo y uno de los más importantes del mundo, que conecta el mar Mediterráneo con el mar Rojo. Abierto en noviembre de 1869 después de diez años de obras, permite el transporte en barco entre Europa y Asia sin tener que rodear África. El término norte es Puerto Saíd y el término sur es Puerto de Suez en la ciudad de Suez. Ismailia se encuentra en su lado oeste, a 3 km del punto medio.
El canal tenía 193,30 km de longitud, 24 m de profundidad y 205 m de ancho en 2010. Se compone de un canal de acceso norte de 22 km, el canal propiamente dicho de 162,25 km, y el canal de acceso sur de 9 km. El canal es un único carril con lugares de paso en el "Ballah By-Pass" y el Gran Lago Amargo. No contiene esclusas, el agua del mar fluye libremente por el canal. En general, el canal al norte del lago Amargo fluye al norte en invierno y al sur en verano. La parte sur de los lagos cambian con la marea de Suez.
El 26 de agosto de 2014 se realizó una propuesta para abrir un Nuevo canal de Suez. Los trabajos en el Nuevo canal de Suez se completaron en julio de 2015. El canal fue inaugurado oficialmente con una ceremonia a la que asistieron diferentes líderes internacionales el 6 de agosto de 2015, de acuerdo con el presupuesto presentado para el proyecto.

### Saneamiento básico y agua potable
El suministro de agua potable aumentó en Egipto entre los años 1990 y 2000 del 89 % al 100 % en las áreas urbanas y del 39 % al 93 % en las áreas rurales, a pesar del rápido crecimiento de la población. En este período, Egipto consiguió erradicar la costumbre de defecar en letrinas en las áreas rurales e invirtió en las infraestructuras necesarias para hacerlo. El acceso a fuentes de agua potable en Egipto ahora es prácticamente universal con una estimación del 99 %. Alrededor de la mitad de la población está conectada a sistemas de recogida de aguas residuales.
Debido a la baja cobertura de recogida de basuras, alrededor de entre 30 a 120 niños mueren cada año a causa de enfermedades virales tales como la diarrea, el dengue y la malaria.

## Infraestructura

### Transportes
Transporte aéreo
Egipto tiene dos compañías aéreas para vuelos internos: Egyptair y Air Sinai. Las distancias son cortas y los billetes asequibles. Es frecuente la cancelación de vuelos por distintos motivos. En la actualidad hay veinte aeropuertos, el más importante el Aeropuerto Internacional de El Cairo, donde se realizan 190 000 vuelos con más de 13 millones de pasajeros.
Egyptair vuela diariamente entre El Cairo y Alejandría, Luxor, Assuán, Abu Simbel y Hurgada; dos veces por semana a los oasis de Jarga, y realiza unos 300 vuelos semanales conectando Egipto con las principales ciudades del mundo. Air Sinaí vuela desde El Cairo a El Arish Sharm el Sheik, Monasterio de Santa Catalina y Tel Aviv.
Transporte fluvial

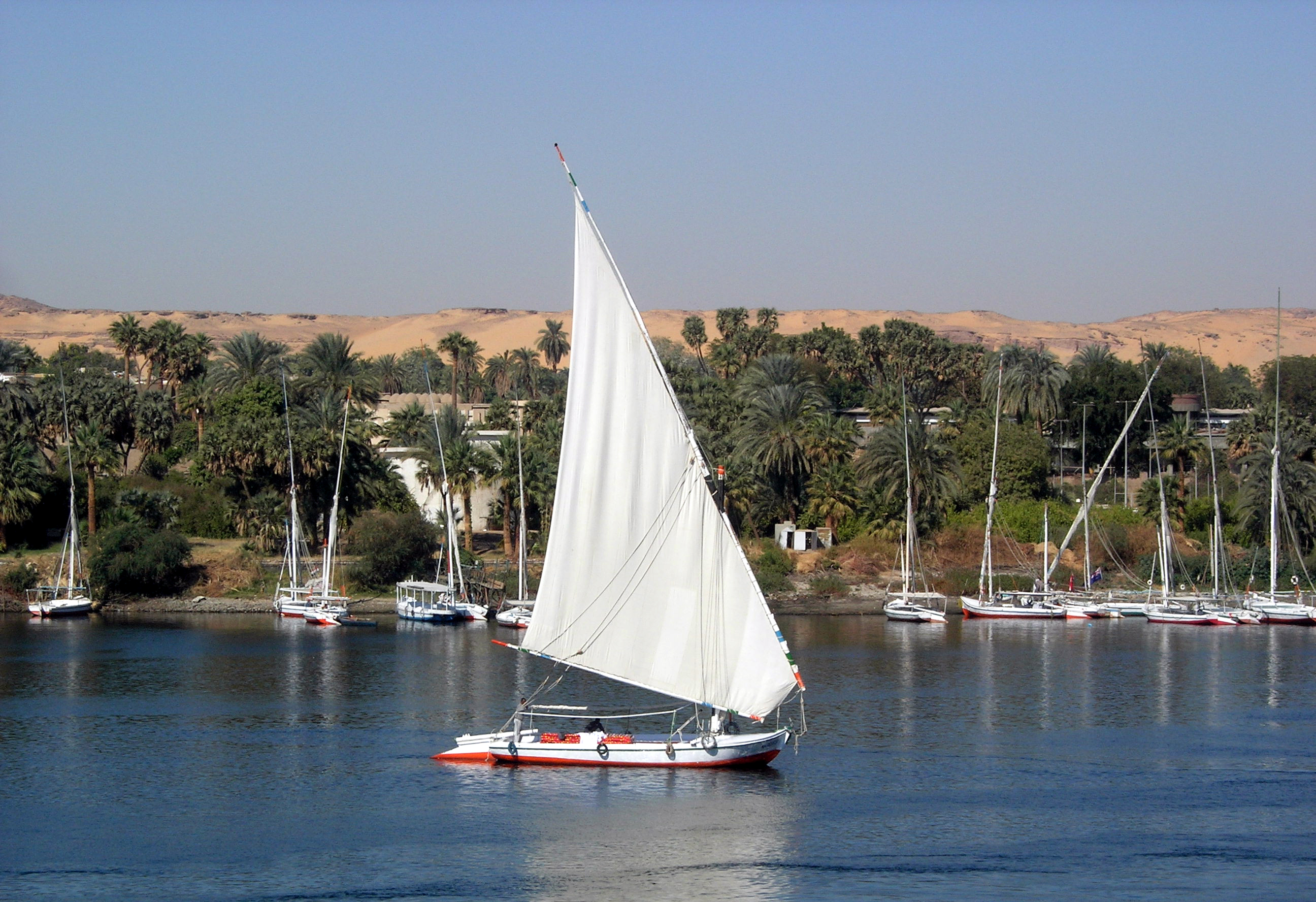
Falucas surcando el Nilo

Hay ocho puertos con tráfico internacional, siendo el de Alejandría el principal, junto a los de Dammietta, Port Said, Suez y algunos otros en el mar Rojo.
Por las aguas del río Nilo navegan no menos de 60 cruceros. Además de los cruceros-restaurantes, hay cruceros de cinco días y cuatro noches (entre Luxor y Assuán, de tres, cuatro y cinco estrellas) y cruceros de tres días (a través del lago Nasser). En junio estas embarcaciones van al varadero de El Cairo para su reparación y vuelven a Luxor en septiembre. Las falucas son barcos veleros muy comunes en el río.
Transporte público
La red ferroviaria es de las más antiguas, con 9826 km de vías que conectan el 75 % de las ciudades de todo el país. Los trenes egipcios son confortables, puntuales, rápidos y baratos. Unen El Cairo con el valle del Nilo, el delta y las ciudades del canal. Hay cuatro tipos de servicio: primera, segunda, tercera clase y Wagon-Lits (coche cama con dirección a Luxor y Assuán). Se puede reservar billete en agencias de viaje o en la propia estación. Las estaciones tienen ventanillas especiales para cada clase de billete.
Los taxistas egipcios tienen fama de temerarios al volante, y los contadores se utilizan raramente, por lo que es necesario indicar el destino, pactar un precio, y pagar al llegar. Los servicios de taxis se encuentran normalmente en las estaciones de Peugeot, y no arrancan hasta que no han llenado todos sus asientos. Viajan tanto dentro de la ciudad como a cualquier punto de Egipto, incluidos los oasis. La mayoría intenta situarse en la plaza de Ramsés, plaza de Tharir y en el aeropuerto de El Cairo, para recoger turistas.

Egipto tiene una red de autobuses que recorre todo el país. Son baratos, y se modificó el sistema para garantizar a cada viajero su asiento. Hay autobuses urbanos en las ciudades grandes, como El Cairo y Alejandría.

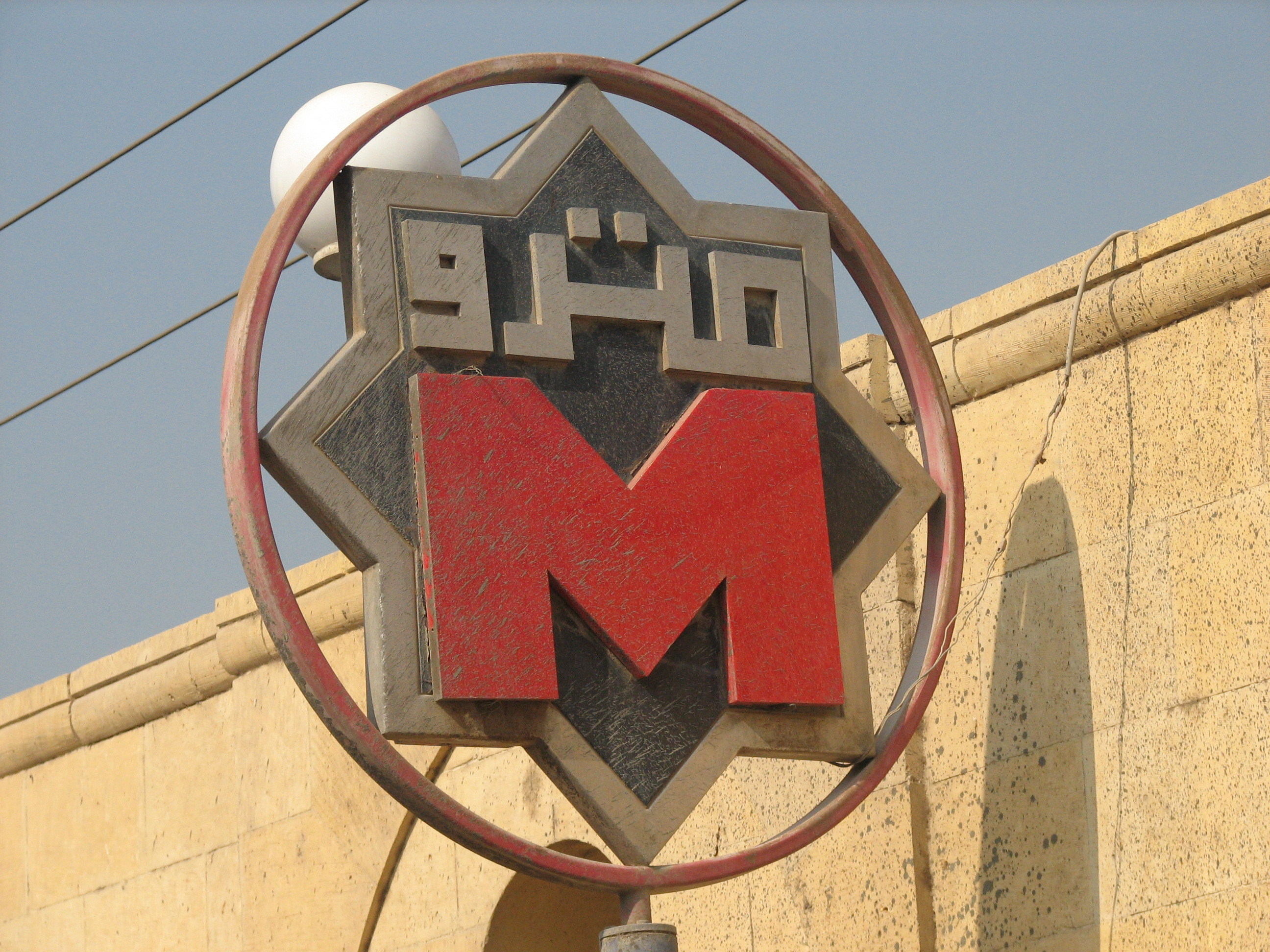
Señal del metro de El Cairo

El metro de El Cairo es limpio, cómodo y recorre todo el centro de El Cairo con las paradas a intervalos de medio kilómetro. Las estaciones de metro están indicadas por una señal octogonal negra con una M roja. Casi todo el recorrido discurre a lo largo del Nilo, por la llamada Corniche.
Automóvil
En las ciudades el tráfico está congestionado, especialmente en El Cairo, donde es un problema fundamental. En carretera hay pocas limitaciones, y la tranquilidad es total, aunque abundan los controles.
La red viaria consta de 50 300 km, entre autopistas y carreteras asfaltadas. La más importante es el cinturón que une El Cairo con Alejandría, donde se concentra el 70 % del movimiento de vehículos. El gobierno tiene previsto la construcción de una gran autopista que una El Cairo y Assiut a lo largo de la orilla este del Nilo y de carreteras que conecten El Cairo con Jordania, Israel y los Territorios Palestinos.
Las carreteras desde El Cairo a Alejandría, Port Said, Ismailía y Suez, son todas de cuatro carriles, y la mayoría de las que cruzan el desierto uniendo las principales ciudades están pavimentadas excepto las carreteras en dirección a Hurgada y Alto Egipto, que siguen siendo muy peligrosas, especialmente de noche. En total, la red viaria alcanza los 50 300 km. Las reparaciones no son caras y es muy fácil encontrar un mecánico. Hay agencias de alquiler de coches en los principales hoteles.

### Medios de comunicación
Periódicos y revistas

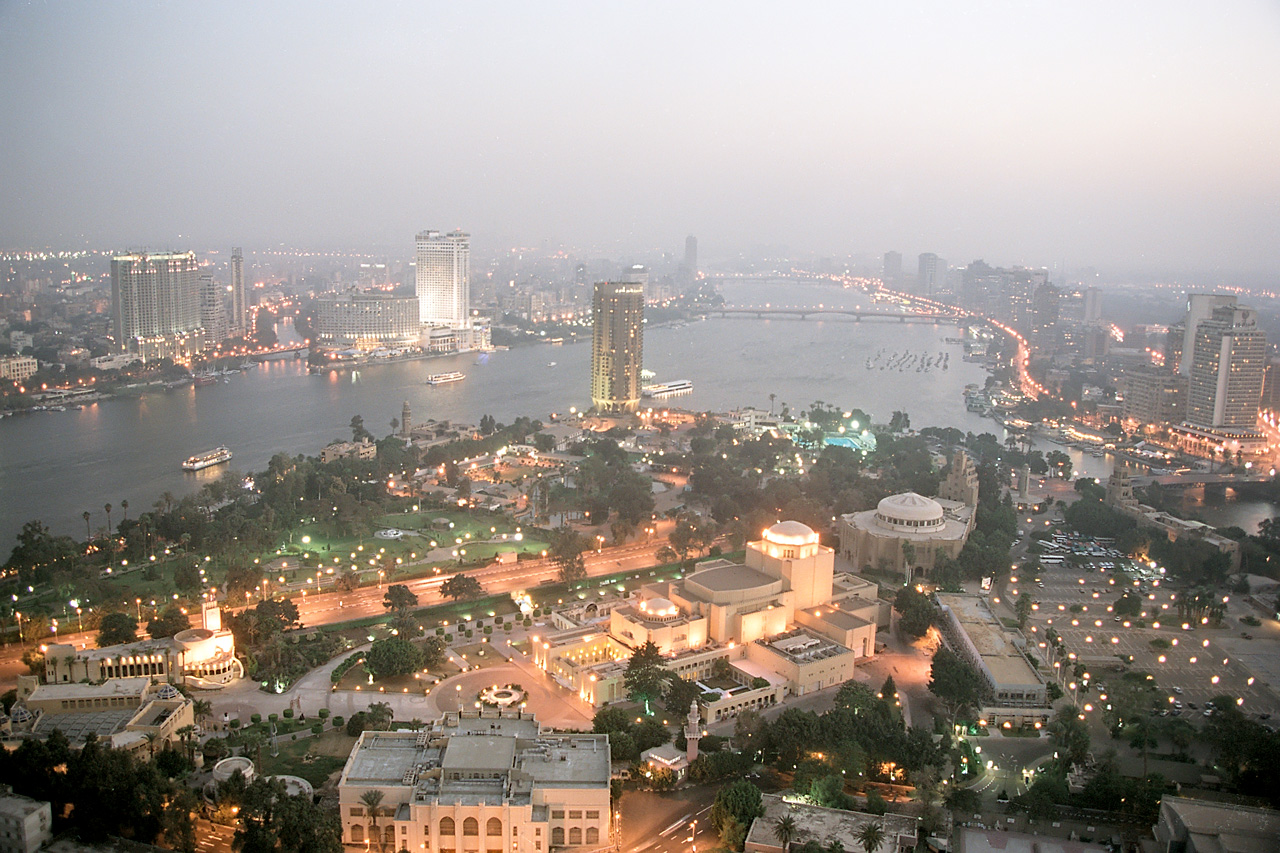
Atardecer en El Cairo visto desde la Torre de El Cairo, la mayor ciudad de África y de Oriente Próximo.

- Al Ahram (las pirámides) es el periódico más antiguo y prestigioso de Egipto. Fundado en 1875, se publica en árabe.
- El Ajbar (las noticias), periódico árabe
- El Gumhuriya (la república), periódico árabe.
- Le Progrés Egyptien (el progreso egipcio), diario en lengua francesa
- Journal d’Egypte (periódico de Egipto), diario en lengua francesa.
- Cairo Today es una revista mensual en inglés con artículos sobre historia, arte, arquitectura, negocios y aspectos generales de Egipto. Admite suscripciones internacionales.

Radio
- Los servicios radiofónicos egipcios comenzaron en 1934.
- La estación europea de Radio Cairo está en la FM 95 del dial desde las 7.00 horas.
- En la FM 89.5 emiten programas de música clásica.

Telecomunicaciones
Las redes de comunicaciones son modernas: teléfono, internet, telégrafo, télex y servicios del fax están disponibles. Al enviar un mensaje a Egipto, los télex y el fax tienden a ser más fiable que los telégrafos, porque los cables no siempre se entregan. Las compañías de mensajería privada reparten en la mayoría de las ciudades egipcias. El servicio egipcio de correos varía en fiabilidad: el correo de la superficie es muy lento, por lo que se suele usar el aéreo para comunicaciones internacionales. Dentro de Egipto, el servicio del correo urgente proporcionado por la Organización Postal Nacional egipcia es considerado fiable.

## Demografía
| Censos de población realizados oficialmente en Egipto desde el año 1882 | Censos de población realizados oficialmente en Egipto desde el año 1882 | Censos de población realizados oficialmente en Egipto desde el año 1882 | Censos de población realizados oficialmente en Egipto desde el año 1882 |
| N.º                                                                     | Año                                                                     | Censo                                                                   | Habitantes                                                              |
| ----------------------------------------------------------------------- | ----------------------------------------------------------------------- | ----------------------------------------------------------------------- | ----------------------------------------------------------------------- |
| 1°                                                                      | 1882                                                                    | Censo egipcio de 1882                                                   | 6 712 000                                                               |
| 2°                                                                      | 1897                                                                    | Censo egipcio de 1897                                                   | 9 669 000                                                               |
| 3°                                                                      | 1907                                                                    | Censo egipcio de 1907                                                   | 11 190 000                                                              |
| 4°                                                                      | 1917                                                                    | Censo egipcio de 1917                                                   | 12 718 000                                                              |
| 5°                                                                      | 1927                                                                    | Censo egipcio de 1927                                                   | 14 178 000                                                              |
| 6°                                                                      | 1937                                                                    | Censo egipcio de 1937                                                   | 15 921 000                                                              |
| 7°                                                                      | 1947                                                                    | Censo egipcio de 1947                                                   | 18 967 000                                                              |
| 8°                                                                      | 1960                                                                    | Censo egipcio de 1960                                                   | 26 085 000                                                              |
| 9°                                                                      | 1966                                                                    | Censo egipcio de 1966                                                   | 30 076 000                                                              |
| 10°                                                                     | 1976                                                                    | Censo egipcio de 1976                                                   | 36 626 000                                                              |
| 11°                                                                     | 1986                                                                    | Censo egipcio de 1986                                                   | 48 205 049                                                              |
| 12°                                                                     | 1996                                                                    | Censo egipcio de 1996                                                   | 59 276 672                                                              |
| 13°                                                                     | 2006                                                                    | Censo egipcio de 2006                                                   | 72 798 031                                                              |
| 14°                                                                     | 2017                                                                    | Censo egipcio de 2017                                                   | 94 798 827                                                              |
| -                                                                       | 2022                                                                    | Censo egipcio de 2022                                                   | 107 770 524                                                             |

Egipto es el país árabe más poblado, según estimaciones, en 2024, la población de Egipto fue de 116.54 millones de habitantes, 9 300 000 de los cuales residen en El Cairo, la cual es la ciudad más poblada de toda África. Alejandría, junto al delta del Nilo, es la segunda ciudad más poblada del país con más de 4 800 000 de habitantes, estando también entre las diez ciudades más grandes del continente. Cerca del 98 % de la población se concentra a lo largo del Nilo, cuyas fértiles riberas representan el 3,5 % de la superficie. La densidad de la población en las dos orillas del Nilo es una de las más altas del mundo y su crecimiento es considerado uno de los graves problemas del país.

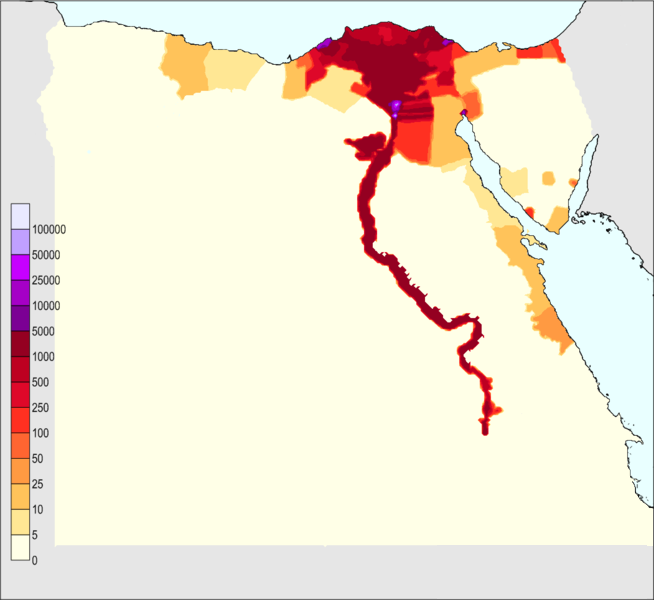
Densidad de población en Egipto (habitantes por km²)

Los egipcios son un pueblo bastante homogéneo. Las influencias mediterránea (tales como griegos e italianos) y árabes aparecen en el norte, y poblaciones de nubios en el sur. Se han propuesto diferentes teorías sobre los orígenes de los egipcios, sin embargo, ninguna es concluyente y más ampliamente aceptada es que la sociedad egipcia fue el resultado de una mezcla de gente asiática y africana oriental que se trasladó al valle del Nilo después de la Era del Hielo. La mayor parte de la moderna sociedad egipcia es heterogénea pero mantiene los lazos culturales con la sociedad egipcia antigua, la cual ha sido siempre considerada rural y la más populosa comparada con las demografías vecinas. El pueblo egipcio hablaba solamente cinco idiomas de la familia afroasiática (previamente conocidas como hamito-semíticas).

### Grupos étnicos
En Egipto conviven más de 34 grupos étnicos.
Los egipcios son en su mayoría descendientes de los antiguos egipcios, la población que se asentó en el noreste de África. Cerca de 4000 jinetes árabes islámicos entraron en Egipto. Los inmigrantes árabes comenzaron a mezclarse con la población local, surgiendo matrimonios entre las comunidades árabe y autóctona. También hay descendientes de otros pueblos invasores, como los romanos, griegos y turcos.
Los grupos indígenas nubios viven en el norte de Sudán y el sur de Egipto. Muchos pueblos nubios quedaron inundados por el lago Naser, cerca de Asuán, tras lo cual sus habitantes se trasladaron a Asuán y a El Cairo. El gobierno no los reconoce como una minoría étnica. Hay otras minorías étnicas en Egipto, como los beduinos árabes de la península del Sinaí, del desierto árabe, y la población bereber del oasis de Siwa. Un pequeño número de griegos, italianos, judíos y otras minorías cristianas se mezclan con la población musulmana local.
Egipto tiene una población de 500 000 a 3 000 000 de refugiados y solicitantes de asilo. Hay alrededor de 70 000 refugiados palestinos y 150 000 refugiados iraquíes. El mayor número de refugiados proviene de Sudán, y se estima entre 2 y 5 millones.
| Grupo   | Observaciones |
| ------- | --- |
| Egipcio | 87 millones de habitantes. Principal componente de la población (el 98 %), que hablan el dialecto árabe egipcio. |
| Beduino | 1 300 000 de hab., hablan badawi (árabe beduino).                                                                |
| Gitano  | 1 270 000 hab., el 2 %, que hablan árabe en sus dialectos nawar y helebi.                                        |
| Nubio   | 1 240 000 hab., el 2 %, que hablan dongola.                                                                      |
| Beja    | 177 000 hab. que hablan bisharin.                                                                                |
| Bereber | 5800 hab., hablan siwi y están localizados en Siwa.                                                              |
| Turco   | |

### Idioma
Si bien Egipto tuvo sus propias lenguas que evolucionaron durante los periodos egipcio antiguo y egipcio antiguo clásico, y posteriormente el copto, estas tres lenguas fueron reemplazadas en este último periodo por su actual idioma oficial, el árabe egipcio, el cual se ha mantenido como oficial desde la Edad Media. La versión egipcia de la lengua árabe (masri) es dominante en el mundo árabe, gracias a la excepcional importancia que Egipto tiene en los medios de comunicación y la educación en este idioma.
El árabe egipcio ha adoptado elementos de la lengua egipcia desde tiempos preislámicos, así como del turco, francés e inglés.
En la región nubia es hablado el idioma nubio antiguo. La lengua bereber se utiliza en varios asentamientos en los oasis del desierto occidental. Los cristianos coptos utilizan el idioma copto para servir a la liturgia. En las escuelas egipcias se enseña el inglés y el francés.

#### Idiomas de Egipto
- Oficiales
  - Idiomas nacionales
    - Árabe egipcio
    - Idioma copto (Iglesia ortodoxa copta e Iglesia católica copta), en ocasiones llamado idioma egipcio.

  - Idiomas no nacionales
    - Árabe bedawi, principalmente en la península del Sinaí.
    - Idioma siwi, principalmente habitantes del oasis de Siwa y aldeas cercanas, situado en el desierto de Libia, cerca de la frontera con Libia.
    - Idioma beya, principalmente desierto arábigo egipcio.
    - idioma domari, clase de idioma romaní que se habla en Oriente Próximo, principalmente en su mayoría viven al norte de El Cairo.
- No oficiales
  - Koiné (Iglesia ortodoxa de Alejandría) dialecto del griego hablado en Egipto.
  - Idioma inglés Egipto fue ocupado por los británicos desde 1882 hasta 1952, en la actualidad se estudia como lengua extranjera en las escuelas junto con el francés.
  - Idioma francés, en la actualidad se estudia como lengua extranjera en las escuelas junto con el inglés.

### Religión
(2018)
| Religiones en Egipto (2018) | Religiones en Egipto (2018) | Religiones en Egipto (2018) | Religiones en Egipto (2018) | Religiones en Egipto (2018) |
| --------------------------- | --------------------------- | --------------------------- | --------------------------- | --------------------------- |
| Religión                    | Religión                    |                             | Porcentaje                  | Porcentaje                  |
| Islam                       | Islam                       |                             | 94 %                        | 94 %                        |
| Cristianismo copto          | Cristianismo copto          |                             | 5 %                         | 5 %                         |
| Católicos                   | Católicos                   |                             | 1 %                         | 1 %                         |
| Fuente: The World Factbook  |                             |                             |                             |                             |

La religión oficial en Egipto es el islamismo suní, al que pertenece el 94 % de la población. El segundo grupo religioso más grande son cristianos coptos, que representan el 10 % de la población total. Un 1 % corresponde a otras minorías religiosas cristianas, como son los cristianos armenios, católicos y protestantes. Según un censo publicado en 2022, había en 2010 unos 14 000 cristianos conversos del islam.
- Principales ramas cristianas presentes en Egipto
  - Iglesia ortodoxa copta
  - Iglesia católica copta
  - Iglesia ortodoxa de Alejandría
  - Iglesia evangélica presbiteriana de Egipto

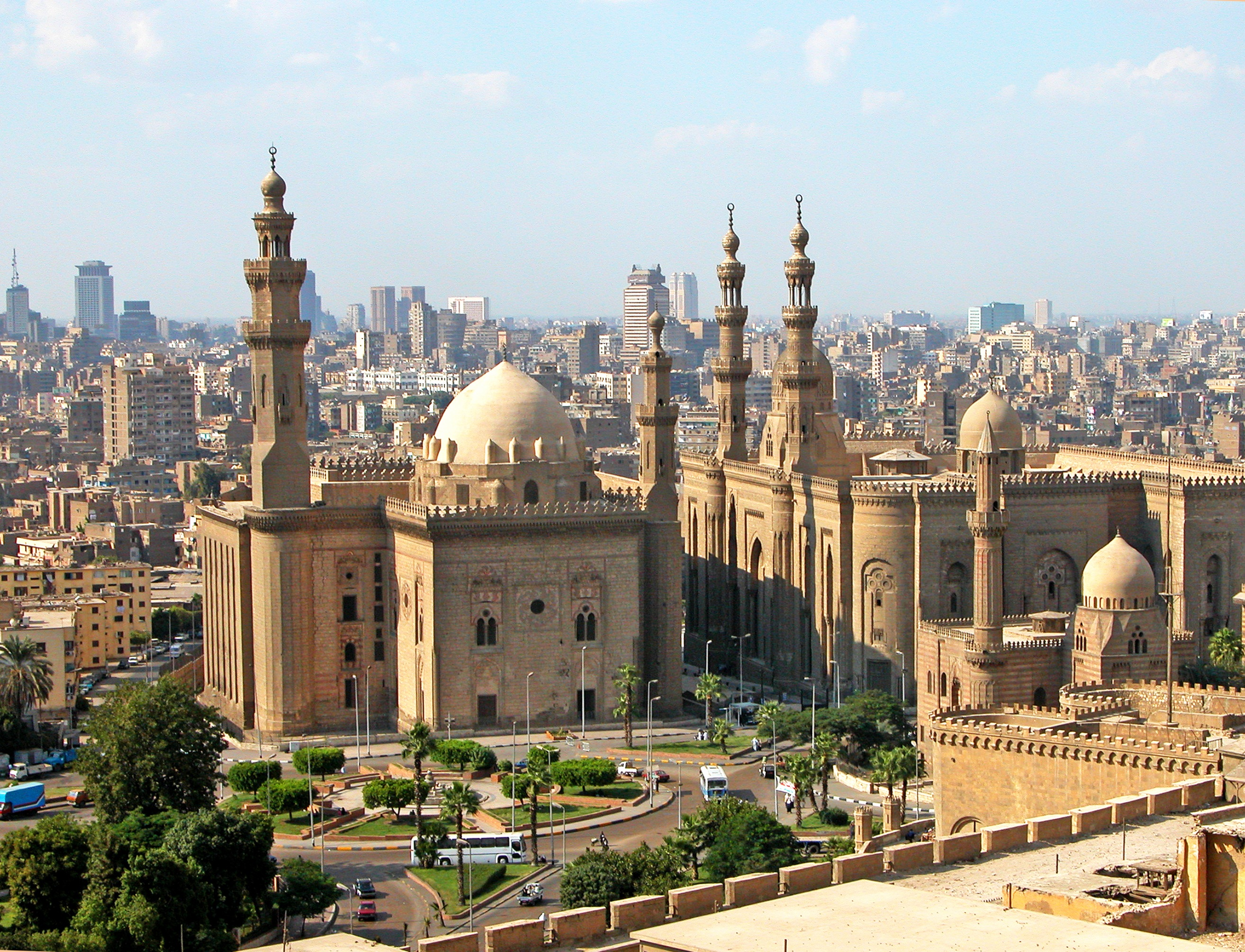
Mezquita-madrasa del Sultán Hasán

En Egipto también vivían judíos, aunque en pequeño número de gran importancia económica. Estos abandonaron Egipto después de 1956, cuando las fuerzas armadas de Israel, Francia y Gran Bretaña atacaron el país.
A principios de los años ochenta perteneció a los soldados de los grupos islámicos y de la Jihad Islámica. En 1992 comenzó una campaña de violencia armada, centrado en El Cairo y el Alto Egipto, cuyo objetivo era establecer un gobierno basado en la estricta ley islámica. Las víctimas de la violencia fueron principalmente fieles de la Iglesia copta, funcionarios gubernamentales y turistas. Organización de Derechos Humanos determinó que el gobierno egipcio ejerció la discriminación contra la Iglesia copta. Las leyes relativas a la construcción de iglesias y la práctica abierta de la religión han disminuido recientemente, pero el trabajo de construcción importante en las iglesias aún requiere permiso del gobierno.

### Nivel de vida

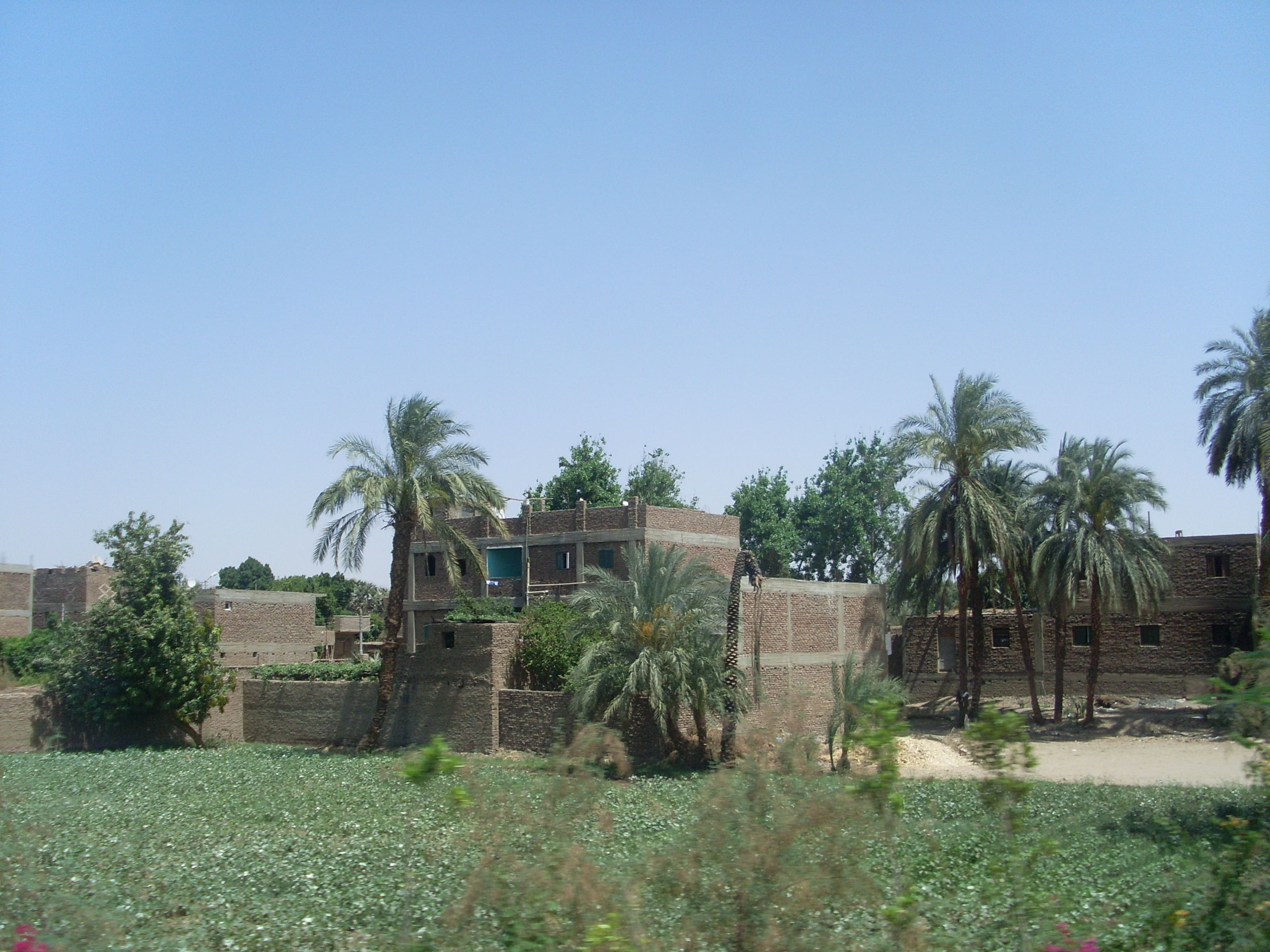
Casas típicas del Valle del Nilo en torno a Luxor.

Hay dos clases principales. Los primeros son la élite, con educación de influencia occidental, de clase alta y medía . Al segundo grupo, que es mucho más humilde, pertenecen los agricultores, la población urbana y la clase obrera. Existen enormes diferencias en el estilo de vida, hábitos, alimentación y vestimenta. En 1970 el gobierno ha introducido políticas económicas liberales conocida como la "puerta abierta". Esta política es más demanda por el primer grupo, porque conecta con la cultura y el capital extranjero.
En el pasado, las mujeres de las clases bajas trabajaban en los campos con sus maridos, a fin de mantener a su familia, mientras que las mujeres de las clases más altas se mantenían en las casas, porque sus maridos mantenían a la familia. Hoy en día, muchas mujeres trabajan fuera del hogar, y usan pañuelos cubriéndose la cabeza para recordar que son musulmanas.
Los platos más comunes en la cocina egipcia son molojeya (una hierba tradicional local preparada como una sopa)[mahshi] kushari (pasta con la cebolla y varias hierbas), frutas y hortalizas frescas. El té o el café es el complemento alimenticio usual. Los egipcios ricos, además, en su gastronomía suelen incluir platos europeos, principalmente de la cocina francesa.

### Educación

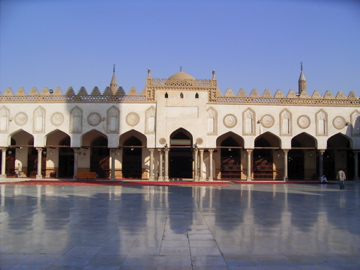
Universidad de al-Azhar, en El Cairo.

El rápido crecimiento demográfico ha saturado el sistema educativo. Las aulas están repletas, desde las escuelas primarias hasta las universidades, aunque las escuelas carecen de material adecuado para realizar un buen trabajo de educación. Muchos niños asisten a la escuela de forma irregular, o no asisten porque tienen que trabajar. Se estima, en 2005, que el 71,4 % de la población sabe escribir, aunque repartido en 83 % de hombres y 59,4 % de mujeres.

#### Estadísticas
- Gasto en educación: 4,7 % del PIB.[68]
- Analfabetismo: 32,8 % en varones y 56,4 % en mujeres.
- Escolarización en tercer grado: 28,5 %
- El 76,5 % de los alumnos están matriculados en centros estatales frente al 23,5 % que cursan estudios en centros privados.
- Número de universidades y centros de enseñanza superior: 192 facultades.
- Número de escuelas: 15 861 escuelas de primaria, 1912 institutos de educación elemental y 6202 colegios preparatorios.

### Sanidad
El informe de 2006 sobre parámetros sanitarios en el mundo publicado por la OMS, arroja los siguientes datos:
- Esperanza de vida al nacer varones/mujeres: 68,0/71,32 años (en 2015).
- Esperanza de vida sana al nacer varones/mujeres: 57,8/60,2 años (en 2002).
- Mortalidad infantil varones/mujeres: 36/36 cada 1000 hab.
- Mortalidad de adultos varones/mujeres: 239/158 cada 1000 hab.
- Gasto sanitario total por habitante: 235 dólares (en 2003).
- Gasto sanitario total: 5,8 % del PIB (en 2003).
- Médicos: 38 485 (en 2003) o sea 5,3 cada 10 000 habitantes.
- Instalaciones sanitarias: Egipto cuenta en total con 109 700 camas entre hospitales públicos y privados en las ciudades y salas de primeros auxilios en los pueblos. Hay 208 hospitales públicos centrales y 126 en las zonas rurales, todos ellos con atención gratuita.

En las principales ciudades del país se encuentran médicos con un buen nivel, algunos de ellos con formación en el extranjero y que hablan francés e inglés. Por lo que se refiere al tratamiento en los hospitales, el mismo es aceptable para tratamientos de dolencias e infecciones leves. En casos graves y en aquellos que requieran cirugía, lo más recomendable es viajar al extranjero, ya que los equipamientos de los hospitales son bastante deficientes. Es común que los hospitales y médicos exijan el pago en efectivo por adelantado si no existe el respaldo de una compañía aseguradora y los gastos médicos suelen ser, para los extranjeros, muy onerosos. Asimismo es recomendable que dicho seguro médico incluya la repatriación para casos de urgencia.
En los barcos turísticos que navegan por el Nilo, no suele haber médico a bordo, aunque sí suelen disponer de un botiquín para primeros auxilios en los que se pueden encontrar remedios para los males menores más comunes. En la ruta turística del Nilo, solamente en Luxor y Asuán se encuentran hospitales con limitadas garantías.
Hay enfermedades contagiosas:
- La malaria, el falciparum maligno y el vivax benigno, que existe de junio a octubre en el área de El-Fayum. No hay ningún riesgo en El Cairo o Alejandría.
- El cólera, fuera de las ciudades, debido al deficiente tratamiento del agua.
- La rabia no está erradicada.
- La bilharzia (esquistosomiasis) es común. Se trata de un parásito que vive en aguas estancadas o fangosas, especialmente en algunos puntos del Nilo, presentando riesgo de infección cutánea y ocular. Las playas marítimas egipcias presentan unas buenas condiciones de salubridad y las piscinas se tratan con cloro y se mantienen seguras en las ciudades y centros turísticos.

### Ablación
Más del 90 % de la población femenina sufre ablación de los genitales, según la encuesta del Ministerio de Sanidad (2015). El sondeo de 2015, realizado por varias instituciones nacionales y extranjeras para el Ministerio egipcio de Sanidad, muestra también que esta práctica está más extendida entre las mujeres procedentes del medio rural (95 %) que del medio urbano (86 %). Más de la mitad de las mujeres fueron mutiladas cuando tenían entre siete y diez años, según la encuesta en Egipto, donde esta práctica es una tradición arraigada tanto entre musulmanes como cristianos.

## Cultura

### Egipto Antiguo

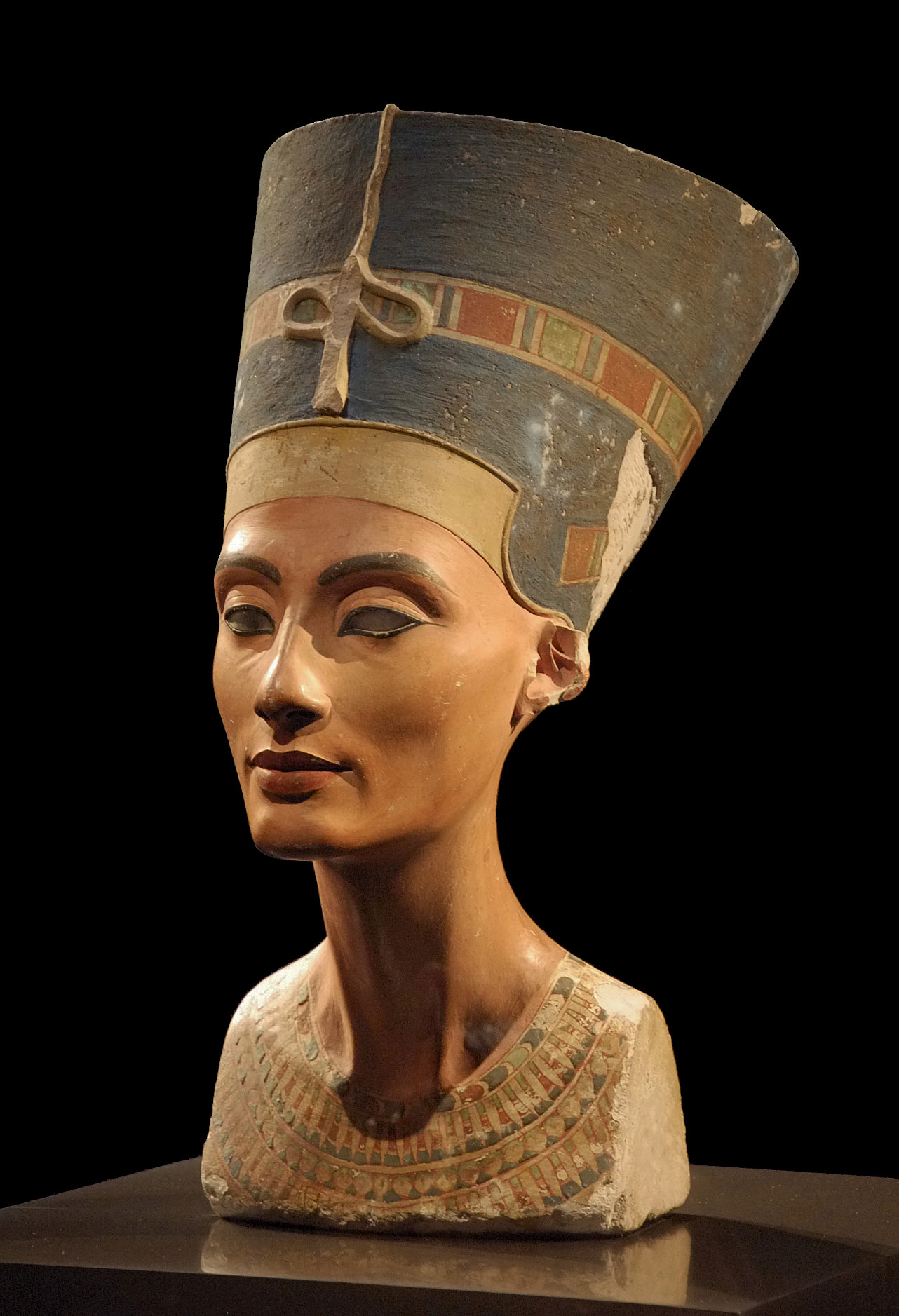
El Busto de Nefertiti, del escultor Tutmose, es una obra maestra del arte del Antiguo Egipto.

Los egipcios construyeron monumentos y complejos funerarios para sus faraones y grandes templos, con obeliscos en los cuales grabaron los títulos y alabanzas del faraón, con pinturas representando la vida divina o terrenal de este. También esculpieron grandes estatuas pétreas representando a dioses y faraones, y pequeñas piezas de orfebrería, con metales y piedras preciosas, y labores de artesanía realizadas en piedra, fayenza o delicadamente talladas en madera. Desarrollaron su propio sistema de escritura, los jeroglíficos, con sus variantes: la escritura hierática y posteriormente la demótica, simplificando su grafía. El egipcio fue de los primeros pueblos en entrar en la Historia, dejando a la posteridad tratados de medicina, matemática y relatos mitológicos e históricos, escritos en papiros o grabados en piedra o madera.

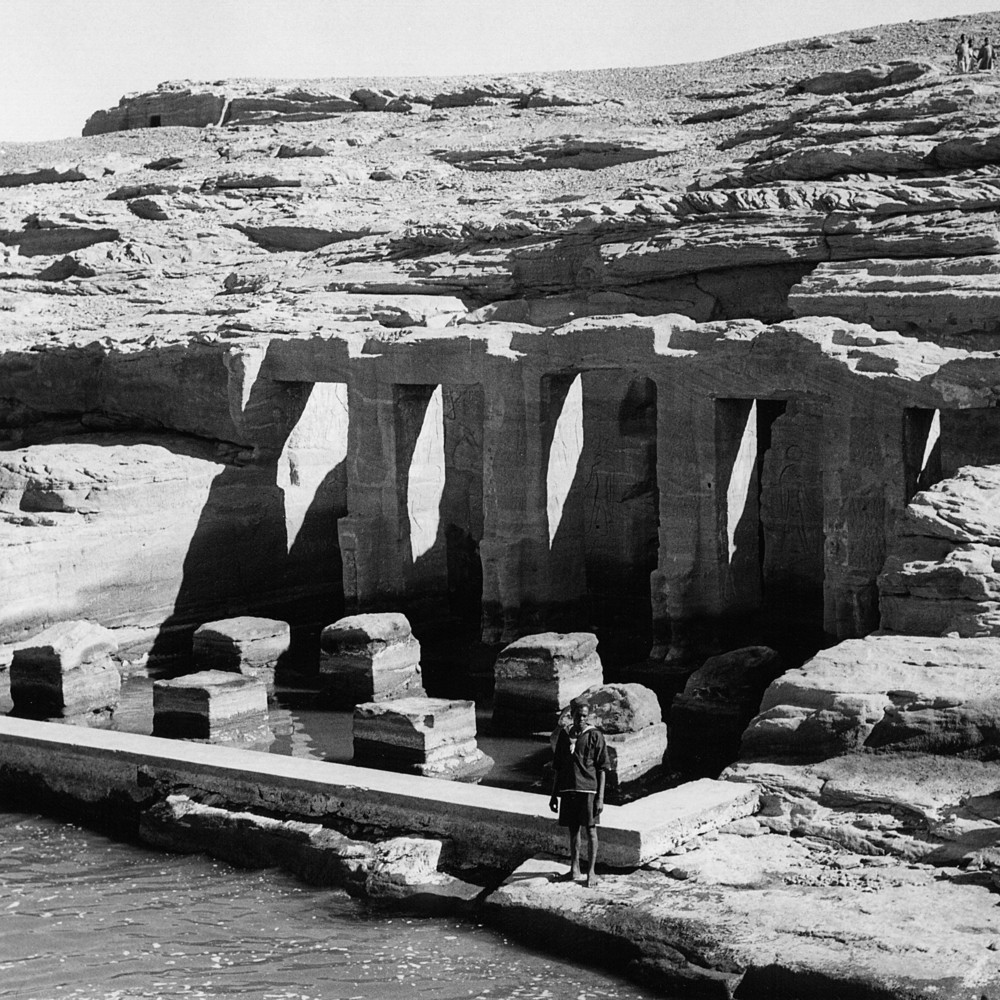
Ruinas del Templo de Derr en 1960.

Durante el período faraónico, la cultura egipcia mantuvo sus características fundamentales hasta la época de dominación romana, influyendo culturalmente en todo el Mediterráneo occidental. Los últimos sacerdotes de Isis, en la isla de File, mantuvieron su culto hasta que fue prohibido por el emperador romano Justiniano I, en el año 535 de la era común. Alejandría, capital de la Dinastía Ptolemaica –sede de la célebre Biblioteca–, fue durante siglos el más importante centro cultural del Mediterráneo y preferente lugar de estancia y estudio de muchos grandes pensadores de la antigüedad.

### Egipto bizantino (395-642)
Egipto cristiano: la Iglesia copta fue fundada en Egipto en el siglo I. Su nombre deriva de la palabra griega (egipcio), trasformado en gipt y después en qibt, de donde derivó la respectiva voz árabe. Así pues, la palabra copto significa simplemente ‘egipcio’. El cristianismo impuesto por los emperadores romanos sustituyó las creencias anteriores hasta la época de la dominación islámica. Sus patriarcas ejercieron notable influencia sobre el resto de la cristiandad. Las manifestaciones artísticas de este período egipcio se denominan arte copto. El idioma copto es la lengua descendiente de la hablada en el Antiguo Egipto. Dejó de usarse en el siglo XVI, aunque se sigue utilizando como lengua litúrgica. Tiene un alfabeto propio.

### Egipto islámico
Tras la invasión árabe, la cultura egipcia se ha diluido en la árabe: ello supone el fin de la escultura y de la pintura, pero un gran desarrollo de la literatura y de la protección a las ciencias: Maimónides vivió en Egipto como refugiado al ser desterrado de Córdoba.

#### Arquitectura

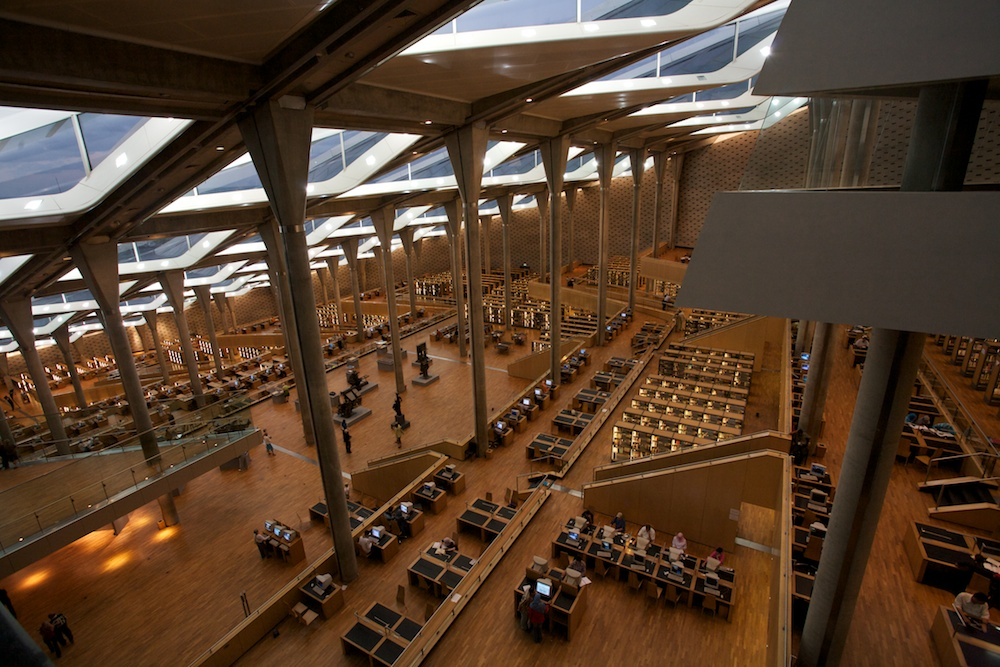
La Bibliotheca Alexandrina, construida en conmemoración de la antigua biblioteca de Alejandría

El arte islámico importado se desarrolló con influencias locales, sobre todo a partir de los Fatimíes, y ha creado conjuntos arquitectónicos de gran belleza, que se pueden ver en El Cairo, en la necrópolis de Asuán, las casas y mezquitas de Rosetta, etc.
Los adornos de madera, metal, y cristal de roca diferencian la arquitectura egipcia del resto de la islámica. Bajo los mamelucos se desarrollaron alminares de fustes superpuestos y cúpulas decoradas con gallones, y aparecieron edificios diferentes: mezquitas funerarias y madrasas. De esta etapa son la mezquita de Baybars (circa 1269) o la madrasa del sultán Hasan (circa 1360). Especialistas en vidrio esmaltado hicieron lámparas que se vendieron por todo el mundo. La llegada de los otomanos trajo la imposición de los modelos de Estambul.
A finales del siglo XX, el Estado construyó una gran biblioteca para recordar la de Alejandría.

#### Música
La música ha formado parte de la vida egipcia desde la antigüedad, aunque no queda escrito alguno sobre ella, se le supone tradición oral. Entre los distintos instrumentos, se conocen el sistro, el menat, entre otros. Durante la dinastía lágida surge el órgano hidráulico y la flauta. En 1930 se creó en El Cairo el Instituto de Música Oriental, que protege un gran número de compositores que coordinan la música tradicional con la de origen europeo. Sus principales exponentes son: Umm Kalzum, Farid Al Atrash, George Abdo, Mohammad Abdel Wahab, Abdel Halim Hafez, y los más actuales Amr Diab, Hakim, Ehab Tawfik, Mai Farouk, Amal Maher, entre otros.

#### Cine
La primera obra de teatro árabe moderno se llevó a cabo en El Cairo, en el año 1870. La película apareció en la década de 1930 en Egipto, y desde entonces está en constante crecimiento. El Cairo es considerado el "Hollywood del Medio Oriente", que se celebra cada año el Festival Internacional de Cine. La industria del cine egipcio es considerado el más grande en el mundo árabe que además hizo que el dialecto egipcio se expandierá por todo el mundo musulmán. En Alejandría se formó un núcleo de productores venidos de diferentes partes del mundo que crearon las bases del cine egipcio: dramas y actualidad, que en los años treinta se trasladó a El Cairo.

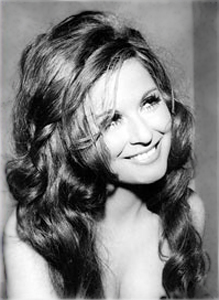
Soad Hosny, una de las actrices más populares de la edad de oro del cine egipcio.

Al contrario que en otros países fueron las mujeres las que tomaron la iniciativa en la creación de la industria cinematográfica nacional. Se trató de mujeres insatisfechas con su papel de actrices teatrales que se convirtieronen productoras, fundaron estudios y dirigieron alguna película. Destacaron Aziza Amir, Assia Dagher, Bahiga Hafez y Fatima Roushdi. Así, la primera película egipcia fue Laila (1927), producida e interpretada por la actriz Amir y dirigida por el turco Wadad Orfi en principio y luego el austriaco Stephan Rosti. Del mismo año, pero estrenada un poco después es "Kubla fil Sahara" ("Beso en el desierto") del director chileno de origen palestino Ibrahim Lama.
El cine sonoro llegó en 1932, y el estreno de la primera película fue un fracaso, debido a errores técnicos. Hubo que esperar a 1936, con el estreno de Wedad. Los géneros del cine egipcio moderno son variados, musicales, cine realista, con una enseñanza cinematográfica que es la mejor del Oriente medio, aunque con medios técnicos pobres.

#### Literatura
El país hospeda dos importantes ferias culturares que giran alrededor de la literatura y de ámbito internacional como son la Feria Internacional del Libro de Alejandría y la Feria de El Cairo, esta última siendo de las más importantes de la región.

### Cultura popular
La industria de los medios de comunicación de Egipto ha florecido, con más de treinta canales por satélite y más de un centenar de películas producidas cada año.
Los medios de comunicación egipcios son muy influyentes en todo el mundo árabe, atribuidos a grandes audiencias y cada vez más libres del control gubernamental. La libertad de los medios de comunicación está garantizada en la constitución; Sin embargo, muchas leyes aún restringen este derecho.

### Danza
Egipto se considera a menudo el hogar de la danza del vientre o "danza árabe". La danza del vientre egipcia tiene dos estilos principales - raqs baladi y raqs sharqi. También hay numerosas danzas folklóricas y de carácter que pueden formar parte del repertorio de bailarinas de estilo belga, así como la moderna danza callejera street shaabi que comparte.

### Gastronomía

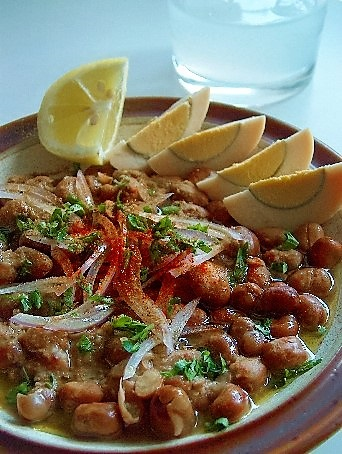
Ful medames servido con rebanadas de huevo cocido y Vicia fabas

En cuanto a sus alimentos típicos existe una gama de entrantes fríos de procedencia oriental que se sirven en numerosas escudillas de pequeño tamaño, entre las que se encuentran:
- tabbouleh, ensalada de perejil y sémola de trigo de sabor ácido;
- kobeiba, carne, pescado y nueces;
- baba ghannoush, puré de berenjenas con ajo;
- kibbeh, albóndigas de carne de cordero frita y sémola de trigo;
- basterma, cecina ahumada;
- sambousek, empanadas de verdura;
- hummus bi tahina, garbanzos en puré con pasta de sésamo;
- wara annab, hojas de parra rellenas de distintos ingredientes;
- betingan, rodajas de berenjena adobadas.

Otros platos típicos son:

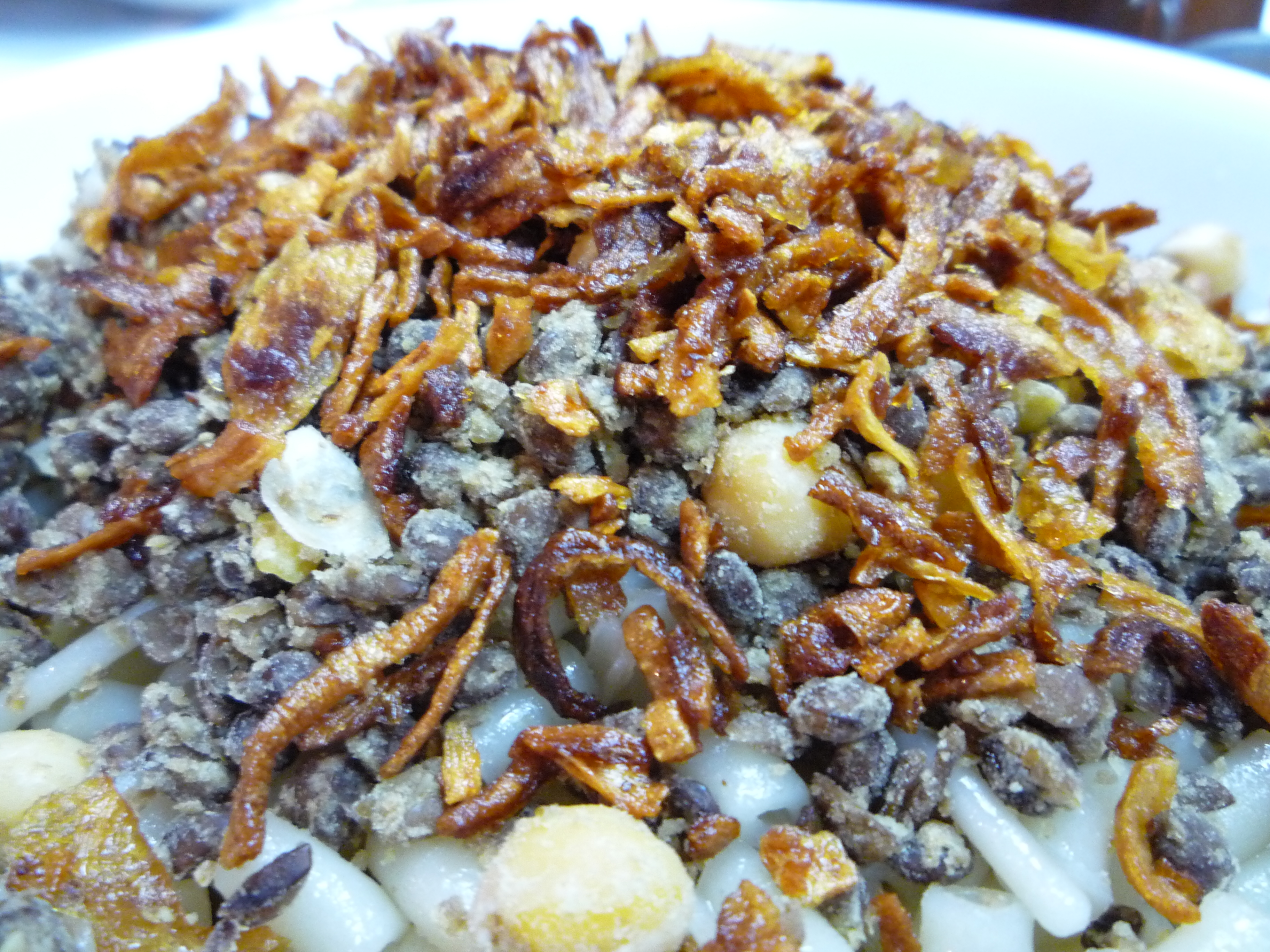
Kushari, plato tradicional de la gastronomía egipcia

- koshary, capas superpuestas de macarrones, arroz y lentejas con salsa de tomate;
- fattah, capas de pan seco empapado en caldo, arroz y carne aliñado con ajo y vinagre y cubierto con yogur, nueces y pasas;
- mouloukhiya, sopa de espinacas;
- hamam, pichones rellenos de granos de trigo verde o arroz;
- shish kebab, brocheta de carne de cordero;
- koftah, rollos de carne picada de cordero a la brasa;
- gambari, gambas gigantes con salsa de ajo de Alejandría;
- mahshi, arroz con carne que se acompaña con hojas de parra, tomates, berenjenas o pimientos verdes.

Todos estos platos se sirven acompañados de pilau, arroz con verduras.
Los postres preferidos por los egipcios son:
- om ali, mezcla de pan o pasta con leche, nueces, coco y pasas que se toma caliente (por ejemplo, arroz con leche);
- aish es saraila, hogaza de pan con miel ablandada con jarabe de azúcar;
- baklawa, masa rellena de nueces aromatizada con aguamiel o con una infusión de azahar;
- konafa, tallarines horneados con azúcar, miel y nueces.

Las bebidas típicas egipcias son:
- karkadee, procede de la flor del hibiscus y se puede tomar caliente o frío;
- shai, té negro de fuerte sabor y la variedad conocida como shai nana, servido con hojas de menta;
- ahwa, café turco; zumos de mango, guayaba, plátano, naranja, fresa, zanahoria, lima, tomate, azúcar de caña, granada y limón;
- tamarhindi, infusión hecha con la pulpa seca del tamarindo;
- irssous, agua de regaliz;
- erfa, bebida de canela que se sirve caliente y cubierta de nueces;
- na na, de menta.

La mayor parte de la población egipcia profesa el islamismo y no consume bebidas alcohólicas, pero existe una importante minoría copta (cristiana) que mantiene la milenaria tradición de su elaboración, cultivo y consumo. Entre las bebidas alcohólicas destacan: ersoos, licor de fuertes sabor y olor; zahlab, considerada la "bebida de los dioses" ya que está hecha de una planta parecida a la Jamaica con alcohol, que solo crecía alrededor del valle de los reyes; yasoon, con sabor a anís. Entre los vinos destacan: Chateu Giniclis, tinto. Una buena variedad de blancos: Rubi d’Egyte, rosado. No son de excelente calidad pero resultan aceptables.
Las comidas de los turistas se acompañan normalmente con agua. Las autoridades recomiendan que sea agua mineral y que la botella se abra en presencia del turista. También recomiendan beber la cerveza local Stella (o cervezas de importación).

## Deportes

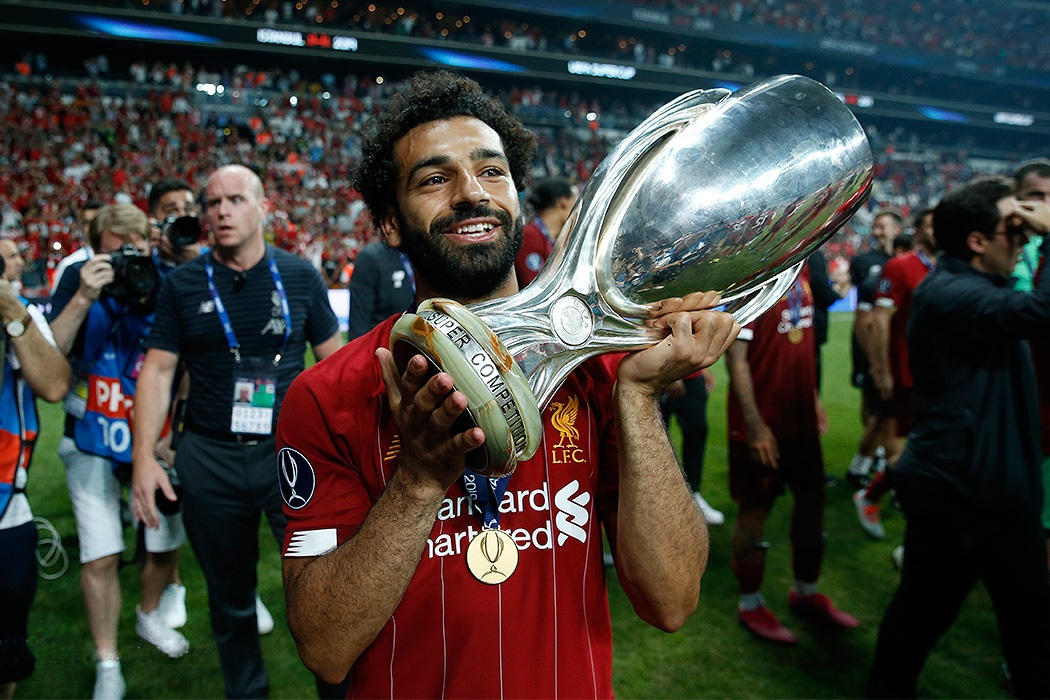
El futbolista egipcio Mohamed Salah, levantando la Supercopa de Europa de 2019 con el Liverpool FC.

El fútbol es el deporte más popular en Egipto. A nivel de clubes, destacan el Al-Ahly y el Zamalek, dos de los clubes más exitosos a nivel local e internacional. El Al-Ahly fue elegido como el mejor club africano del siglo XX, además de ser el que más títulos internacionales posee, con 19 trofeos.
La selección nacional es conocida por el apodo de faraones. Es la selección más fuerte de su continente, ya que ha ganado la Copa Africana de Naciones en siete ocasiones, siendo la que más veces la ha conseguido. Además, se ha clasificado al mundial en dos ocasiones, en 1990 y en 2018. El futbolista Mohamed Salah es el jugador más exitoso que tiene Egipto en la actualidad.
El baloncesto es otro deporte que también le ha dado éxitos al país, donde la selección local ha logrado ganar cinco veces el Afrobasket.